# Hráčské statistiky Martiny Navrátilové
Martina Navrátilová je bývalá československá a později americká tenistka, ženská světová jednička, vítězka 59 grandslamových turnajů, z toho 18 dvouher, 31 ženských a 10 smíšených čtyřher, což jí mezi ženami historicky řadí na 2. místo. V rámci otevřené éry je však na 1. místě. Mezi všemi tenisty drží absolutní rekord v počtu vyhraných turnajů, a to 167 ve dvouhře a 177 ve čtyřhře. Je jednou ze tří tenistek historie, které mají kompletní sadu grandslamových titulů ze všech soutěží všech čtyř Grand Slamů. Zbývajícími hráčkami jsou Margaret Courtová a Doris Hartová. V otevřené éře je však jedinou, která toho kdy dosáhla.

## Finálová utkání na velkých turnajích

### Finálová utkání na Grand Slamu

#### Dvouhra: 32 (18–14)
Výhrou na US Open 1983 zkompletovala Grand Slam v ženské dvouhře. Stala se teprve sedmou tenistkou v historii, které se tento výsledek povedl.
| Stav       | Rok  | Turnaj              | Povrch | Finalistka           | Výsledek            |
| ---------- | ---- | ------------------- | ------ | -------------------- | ------------------- |
| Finalistka | 1975 | Australian Open     | tráva  | Evonne Goolagongová  | 6–3, 6–2            |
| Finalistka | 1975 | French Open         | antuka | Chris Evertová       | 2–6, 6–2, 6–1       |
| Vítězka    | 1978 | Wimbledon (1)       | tráva  | Chris Evertová       | 2–6, 6–4, 7–5       |
| Vítězka    | 1979 | Wimbledon (2)       | tráva  | Chris Evertová       | 6–4, 6–4            |
| Vítězka    | 1981 | Australian Open (1) | tráva  | Chris Evertová       | 6–7(4), 6–4, 7–5    |
| Finalistka | 1981 | US Open             | tvrdý  | Tracy Austinová      | 1–6, 7–6(4), 7–6(1) |
| Finalistka | 1982 | Australian Open     | tráva  | Chris Evertová       | 6–3, 2–6, 6–3       |
| Vítězka    | 1982 | French Open         | antuka | Andrea Jaegerová     | 7–6(6), 6–1         |
| Vítězka    | 1982 | Wimbledon (3)       | tráva  | Chris Evertová       | 6–1, 3–6, 6–2       |
| Vítězka    | 1983 | Wimbledon (4)       | tráva  | Andrea Jaegerová     | 6–0, 6–3            |
| Vítězka    | 1983 | US Open             | tvrdý  | Chris Evertová       | 6–1, 6–3            |
| Vítězka    | 1983 | Australian Open (2) | tráva  | Kathy Jordanová      | 6–2, 7–6(5)         |
| Vítězka    | 1984 | French Open (2)     | antuka | Chris Evertová       | 6–3, 6–1            |
| Vítězka    | 1984 | Wimbledon (5)       | tráva  | Chris Evertová       | 7–6(5), 6–2         |
| Vítězka    | 1984 | US Open (2)         | tvrdý  | Chris Evertová       | 4–6, 6–4, 6–4       |
| Finalistka | 1985 | French Open         | antuka | Chris Evertová       | 6–3, 6–7(4), 7–5    |
| Vítězka    | 1985 | Wimbledon (6)       | tráva  | Chris Evertová       | 4–6, 6–3, 6–2       |
| Finalistka | 1985 | US Open             | tvrdý  | Hana Mandlíková      | 7–6(3), 1–6, 7–6(2) |
| Vítězka    | 1985 | Australian Open (3) | tráva  | Chris Evertová       | 6–2, 4–6, 6–2       |
| Finalistka | 1986 | French Open         | antuka | Chris Evertová       | 2–6, 6–3, 6–3       |
| Vítězka    | 1986 | Wimbledon (7)       | tráva  | Hana Mandlíková      | 7–6(1), 6–3         |
| Vítězka    | 1986 | US Open (3)         | tvrdý  | Helena Suková        | 6–3, 6–2            |
| Finalistka | 1987 | Australian Open     | tráva  | Hana Mandlíková      | 7–5, 7–6(1)         |
| Finalistka | 1987 | French Open         | antuka | Steffi Grafová       | 6–4, 4–6, 8–6       |
| Vítězka    | 1987 | Wimbledon (8)       | tráva  | Steffi Grafová       | 7–5, 6–3            |
| Vítězka    | 1987 | US Open (4)         | tvrdý  | Steffi Grafová       | 7–6(4), 6–1         |
| Finalistka | 1988 | Wimbledon           | tráva  | Steffi Grafová       | 5–7, 6–2, 6–1       |
| Finalistka | 1989 | Wimbledon           | tráva  | Steffi Grafová       | 6–2, 6–7(1), 6–1    |
| Finalistka | 1989 | US Open             | tvrdý  | Steffi Grafová       | 3–6, 7–5, 6–1       |
| Vítězka    | 1990 | Wimbledon (9)       | tráva  | Zina Garrisonová     | 6–4, 6–1            |
| Finalistka | 1991 | US Open             | tvrdý  | Monika Selešová      | 7–6(1), 6–1         |
| Finalistka | 1994 | Wimbledon           | tráva  | Conchita Martínezová | 6–4, 3–6, 6–3       |

#### Ženská čtyřhra: 37 (31–6)
Výhrou na Australian Open 1980 zkompletovala Grand Slam v ženské čtyřhře. Stala se teprve devátou tenistkou v historii, které se tento výsledek povedl.
| Stav       | Rok  | Turnaj              | Povrch | Spoluhráčka          | Finalistky                                  | Výsledek         |
| ---------- | ---- | ------------------- | ------ | -------------------- | ------------------------------------------- | ---------------- |
| Vítězka    | 1975 | French Open         | antuka | Chris Evertová       | Julie Anthonyová Olga Morozovová            | 6–3, 6–2         |
| Vítězka    | 1976 | Wimbledon           | tráva  | Chris Evertová       | Billie Jean Kingová Betty Stöveová          | 6–1, 3–6, 7–5    |
| Finalistka | 1977 | Wimbledon           | tráva  | Betty Stöveová       | Helen Gourlay Cawleyová JoAnne Russellová   | 6–3, 6–3         |
| Vítězka    | 1977 | US Open             | antuka | Betty Stöveová       | Renee Richards Betty Ann Grubb Stuart       | 6–1, 7–6         |
| Vítězka    | 1978 | US Open (2)         | tvrdý  | Billie Jean Kingová  | Kerry Melville Reidová Wendy Turnbullová    | 7–6, 6–4         |
| Vítězka    | 1979 | Wimbledon (2)       | tráva  | Billie Jean Kingová  | Betty Stöveová Wendy Turnbullová            | 5–7, 6–3, 6–2    |
| Finalistka | 1979 | US Open             | tvrdý  | Billie Jean Kingová  | Betty Stöveová Wendy Turnbullová            | 7–5, 6–3         |
| Vítězka    | 1980 | US Open (3)         | tvrdý  | Billie Jean Kingová  | Pam Shriverová Betty Stöveová               | 7–6, 7–5         |
| Vítězka    | 1980 | Australian Open     | tráva  | Betsy Nagelsenová    | Ann Kijomurová Candy Reynoldsová            | 6–4, 6–4         |
| Vítězka    | 1981 | Wimbledon (3)       | tráva  | Pam Shriverová       | Kathy Jordanová Anne Smithová               | 6–3, 7–6(6)      |
| Finalistka | 1981 | Australian Open     | tráva  | Pam Shriverová       | Kathy Jordanová Anne Smithová               | 6–2, 7–5         |
| Vítězka    | 1982 | French Open (2)     | antuka | Anne Smithová        | Rosemary Casalsová Wendy Turnbullová        | 6–3, 6–4         |
| Vítězka    | 1982 | Wimbledon (4)       | tráva  | Pam Shriverová       | Kathy Jordanová Anne Smithová               | 6–4, 6–1         |
| Vítězka    | 1982 | Australian Open (2) | tráva  | Pam Shriverová       | Claudia Kohdeová-Kilschová Eva Pfaff        | 6–4, 6–2         |
| Vítězka    | 1983 | Wimbledon (5)       | tráva  | Pam Shriverová       | Rosemary Casalsová Wendy Turnbullová        | 6–2, 6–2         |
| Vítězka    | 1983 | US Open (4)         | tvrdý  | Pam Shriverová       | Rosalyn Fairbank Candy Reynolds             | 6–7(4), 6–1, 6–3 |
| Vítězka    | 1983 | Australian Open (3) | tráva  | Pam Shriverová       | Anne Hobbs Wendy Turnbullová                | 6–4, 6–7, 6–2    |
| Vítězka    | 1984 | French Open (3)     | antuka | Pam Shriverová       | Claudia Kohdeová-Kilschová Hana Mandlíková  | 5–7, 6–3, 6–2    |
| Vítězka    | 1984 | Wimbledon (6)       | tráva  | Pam Shriverová       | Kathy Jordanová Anne Smithová               | 6–3, 6–4         |
| Vítězka    | 1984 | US Open (5)         | tvrdý  | Pam Shriverová       | Anne Hobbsová Wendy Turnbullová             | 6–2, 6–4         |
| Vítězka    | 1984 | Australian Open (4) | tráva  | Pam Shriverová       | Claudia Kohdeová-Kilschová Helena Suková    | 6–3, 6–4         |
| Vítězka    | 1985 | French Open (4)     | antuka | Pam Shriverová       | Claudia Kohdeová-Kilschová Helena Suková    | 4–6, 6–2, 6–2    |
| Finalistka | 1985 | Wimbledon           | tráva  | Pam Shriverová       | Kathy Jordanová Elizabeth Sayers Smylie     | 5–7, 6–3, 6–4    |
| Finalistka | 1985 | US Open             | tvrdý  | Pam Shriverová       | Claudia Kohdeová-Kilschová Helena Suková    | 6–7, 6–2, 6–3    |
| Vítězka    | 1985 | Australian Open (5) | tráva  | Pam Shriverová       | Claudia Kohdeová-Kilschová Helena Suková    | 6–3, 6–4         |
| Vítězka    | 1986 | French Open (5)     | antuka | Andrea Temesváriová  | Steffi Grafová Gabriela Sabatiniová         | 6–1, 6–2         |
| Vítězka    | 1986 | Wimbledon (7)       | tráva  | Pam Shriverová       | Hana Mandlíková Wendy Turnbullová           | 6–1, 6–3         |
| Vítězka    | 1986 | US Open (6)         | tvrdý  | Pam Shriverová       | Hana Mandlíková Wendy Turnbullová           | 6–4, 3–6, 6–3    |
| Vítězka    | 1987 | Australian Open (6) | tráva  | Pam Shriverová       | Zina Garrisonová Lori McNeilová             | 6–1, 6–0         |
| Vítězka    | 1987 | French Open (6)     | antuka | Pam Shriverová       | Steffi Grafová Gabriela Sabatiniová         | 6–2, 6–1         |
| Vítězka    | 1987 | US Open (7)         | tvrdý  | Pam Shriverová       | Kathy Jordanová Elizabeth Sayers Smylie     | 5–7, 6–4, 6–2    |
| Vítězka    | 1988 | Australian Open (7) | tvrdý  | Pam Shriverová       | Chris Evertová Wendy Turnbullová            | 6–0, 7–5         |
| Vítězka    | 1988 | French Open (7)     | antuka | Pam Shriverová       | Claudia Kohdeová-Kilschová Helena Suková    | 6–2, 7–5         |
| Vítězka    | 1989 | Australian Open (8) | tvrdý  | Pam Shriverová       | Patty Fendick Jill Hetherington             | 3–6, 6–3, 6–2    |
| Vítězka    | 1989 | US Open (8)         | tvrdý  | Hana Mandlíková      | Mary Joe Fernándezová Pam Shriverová        | 5–7, 6–4, 6–4    |
| Vítězka    | 1990 | US Open (9)         | tvrdý  | Gigi Fernández       | Jana Novotná Helena Suková                  | 6–2, 6–4         |
| Finalistka | 2003 | US Open             | Hard   | Světlana Kuzněcovová | Virginia Ruanová Pascualová Paola Suárezová | 6–2, 6–3         |

#### Smíšená čtyřhra: 16 (10–6)
Výhrou na Australian Open 2003 zkompletovala Grand Slam ve smíšené čtyřhře. Stala se teprve čtvrtou tenistkou v historii, které se tento výsledek povedl.
| Stav       | Rok  | Turnaj              | Spoluhráči      | Finalisté                               | Výsledek             |
| ---------- | ---- | ------------------- | --------------- | --------------------------------------- | -------------------- |
| Vítězka    | 1974 | French Open         | Iván Molina     | Rosalia Reyes Darmon Marcelo Lara       | 6–3, 6–3             |
| Vítězka    | 1985 | French Open (2)     | Heinz Günthardt | Paula Smith Francisco González          | 2–6, 6–3, 6–2        |
| Vítězka    | 1985 | Wimbledon (1)       | Paul McNamee    | Elizabeth Sayers Smylie John Fitzgerald | 7–5, 4–6, 6–2        |
| Vítězka    | 1985 | US Open (1)         | Heinz Günthardt | Elizabeth Sayers Smylie John Fitzgerald | 6–3, 6–4             |
| Finalistka | 1986 | Wimbledon           | Heinz Günthardt | Kathy Jordanová Ken Flach               | 6–3, 7–6(7)          |
| Finalistka | 1986 | US Open             | Peter Fleming   | Raffaella Reggi Sergio Casal            | 6–4, 6–4             |
| Vítězka    | 1987 | US Open (2)         | Emilio Sánchez  | Betsy Nagelsen Paul Annacone            | 6–4, 6–7(6), 7–6(12) |
| Finalistka | 1988 | Australian Open     | Tim Gullickson  | Jana Novotná Jim Pugh                   | 5–7, 6–2, 6–4        |
| Vítězka    | 1993 | Wimbledon (2)       | Mark Woodforde  | Tom Nijssen Manon Bollegraf             | 6–3, 6–4             |
| Finalistka | 1993 | US Open             | Mark Woodforde  | Helena Suková Todd Woodbridge           | 6–3, 7–6(6)          |
| Vítězka    | 1995 | Wimbledon (3)       | Jonathan Stark  | Cyril Suk Gigi Fernández                | 6–4, 6–4             |
| Vítězka    | 2003 | Australian Open (1) | Leander Paes    | Eleni Daniilidou Todd Woodbridge        | 6–4, 7–5             |
| Vítězka    | 2003 | Wimbledon (4)       | Leander Paes    | Anastassia Rodionovová Andy Ram         | 6–3, 6–3             |
| Finalistka | 2004 | Australian Open     | Leander Paes    | Jelena Bovinová Nenad Zimonjić          | 6–1, 7–6(3)          |
| Finalistka | 2005 | French Open         | Leander Paes    | Daniela Hantuchová Fabrice Santoro      | 3–6, 6–3, 6–2        |
| Vítězka    | 2006 | US Open (3)         | Bob Bryan       | Květa Peschkeová Martin Damm            | 6–2, 6–3             |

### Turnaj mistryň

#### Ženská dvouhra: 14 finále (8 vítězství, 6 finalistka)
| Stav       | Rok          | Místo       | Finalistka       | Výsledek           |
| ---------- | ------------ | ----------- | ---------------- | ------------------ |
| Finalistka | 1975         | Los Angeles | Chris Evertová   | 6–4, 6–2           |
| Vítězka    | 1978         | Oakland     | Evonne Goolagong | 7–6(0), 6–4        |
| Vítězka    | 1979         | New York    | Tracy Austinová  | 6–3, 3–6, 6–2      |
| Finalistka | 1980         | New York    | Tracy Austinová  | 6–2, 2–6, 6–2      |
| Vítězka    | 1981         | New York    | Andrea Jaegerová | 6–3, 7–6(3)        |
| Finalistka | 1982         | New York    | Sylvia Hanikaová | 1–6, 6–3, 6–4      |
| Vítězka    | 1983         | New York    | Chris Evertová   | 6–2, 6–0           |
| Vítězka    | 1984         | New York    | Chris Evertová   | 6–3, 7–5, 6–1      |
| Vítězka    | 1985         | New York    | Helena Suková    | 6–3, 7–5, 6–4      |
| Vítězka    | 1986 (břez.) | New York    | Hana Mandlíková  | 6–2, 6–0, 3–6, 6–1 |
| Vítězka    | 1986 (list.) | New York    | Steffi Grafová   | 7–6(6), 6–3, 6–2   |
| Finalistka | 1989         | New York    | Steffi Grafová   | 6–4, 7–5, 2–6, 6–2 |
| Finalistka | 1991         | New York    | Monika Selešová  | 6–4, 3–6, 7–5, 6–0 |
| Finalistka | 1992         | New York    | Monika Selešová  | 7–5, 6–3, 6–1      |

#### Ženská čtyřhra: 11 finále (11 vítězství, 0 proher)
| Stav    | Rok          | Místo    | Spoluhráčka         | Finalistky                              | Výsledek            |
| ------- | ------------ | -------- | ------------------- | --------------------------------------- | ------------------- |
| Vítězka | 1980         | New York | Billie Jean Kingová | Rosemary Casalsová Wendy Turnbullová    | 6-3, 4-6, 6-3       |
| Vítězka | 1981         | New York | Pam Shriverová      | Barbara Potterová Sharon Walshová       | 6-0, 7-6(6)         |
| Vítězka | 1982         | New York | Pam Shriver         | Kathy Jordanová Anne Smithová           | 6-4, 6-3            |
| Vítězka | 1983         | New York | Pam Shriver         | Claudia Kohdeová-Kilschová Eva Pfaffová | 7-5, 6-2            |
| Vítězka | 1984         | New York | Pam Shriver         | Jo Durieová Ann Kijomura                | 6-3, 6-1            |
| Vítězka | 1985         | New York | Pam Shriver         | Claudia Kohde-Kilsch Helena Suková      | 6-7(4), 6-4, 7-6(5) |
| Vítězka | 1986 (list.) | New York | Pam Shriver         | Claudia Kohde-Kilsch Helena Suková      | 1-6, 6-1, 6-1       |
| Vítězka | 1987         | New York | Pam Shriver         | Claudia Kohde-Kilsch Helena Suková      | 6-1, 6-1            |
| Vítězka | 1988         | New York | Pam Shriver         | Larisa Savčenková Natalia Zverevová     | 6-3, 6-4            |
| Vítězka | 1989         | New York | Pam Shriver         | Larisa Savčenková Natalia Zverevová     | 6-3, 6-2            |
| Vítězka | 1991         | New York | Pam Shriver         | Gigi Fernandezová Jana Novotná          | 4-6, 7-5, 6-4       |

## Výsledky ve dvouhře – statistika

### Turnaje Grand Slamu
| Turnaj          | 1973    | 1974    | 1975  | 1976    | 1977  | 1978  | 1979  | 1980    | 1981  | 1982  | 1983    | 1984  | 1985  | 1986  | 1987  | 1988    | 1989  | 1990    | 1991  | 1992    | 1993    | 1994    | 1995- 2003 | 2004    | SR      | V–P    |
| --------------- | ------- | ------- | ----- | ------- | ----- | ----- | ----- | ------- | ----- | ----- | ------- | ----- | ----- | ----- | ----- | ------- | ----- | ------- | ----- | ------- | ------- | ------- | ---------- | ------- | ------- | ------ |
| Australian Open | A       | A       | F     | A       | A / A | A     | A     | SF      | Vítěz | F     | Vítěz   | SF    | Vítěz | NH    | F     | SF      | ČF    | A       | A     | A       | A       | A       | A          | A       | 3 / 10  | 46–7   |
| French Open     | ČF      | ČF      | F     | A       | A     | A     | A     | A       | ČF    | Vítěz | 4. kolo | Vítěz | F     | F     | F     | 4. kolo | A     | A       | A     | A       | A       | 1. kolo | A          | 1. kolo | 2 / 13  | 51–11  |
| Wimbledon       | 3. kolo | 1. kolo | ČF    | SF      | ČF    | Vítěz | Vítěz | SF      | SF    | Vítěz | Vítěz   | Vítěz | Vítěz | Vítěz | Vítěz | F       | F     | Vítěz   | ČF    | SF      | SF      | F       | A          | 2. kolo | 9 / 23  | 120–14 |
| US Open         | 1. kolo | 3. kolo | SF    | 1. kolo | SF    | SF    | SF    | 4. kolo | F     | ČF    | Vítěz   | Vítěz | F     | Vítěz | Vítěz | ČF      | F     | 4. kolo | F     | 2. kolo | 4. kolo | A       | A          | A       | 4 / 21  | 89–17  |
| SR              | 0 / 3   | 0 / 3   | 0 / 4 | 0 / 2   | 0 / 2 | 1 / 2 | 1 / 2 | 0 / 3   | 1 / 4 | 2 / 4 | 3 / 4   | 3 / 4 | 2 / 4 | 2 / 3 | 2 / 4 | 0 / 4   | 0 / 3 | 1 / 2   | 0 / 2 | 0 / 2   | 0 / 2   | 0 / 2   | 0 / 0      | 0 / 2   | 18 / 67 | N/A    |
| výhry–prohry    | 5–3     | 5–3     | 17–4  | 5–2     | 9–2   | 11–1  | 11–1  | 11–3    | 19–3  | 20–2  | 23–1    | 25–1  | 25–2  | 20–1  | 25–2  | 18–4    | 16–3  | 10–1    | 10–2  | 6–2     | 8–2     | 6–2     | 0–0        | 1–2     | N/A     | 306–49 |

| Legenda | Legenda                                   | Legenda | Legenda                     |
| ------- | ----------------------------------------- | ------- | --------------------------- |
| SR      | poměr vyhraných turnajů ku všem odehraným | W–L V–P | výhry–prohry                |
| NH      | daný rok se turnaj nekonal                | A       | turnaje se hráč nezúčastnil |
| 1Q / LQ | prohra v (kole) kvalifikace               | 1k / 1R | prohra v daném kole turnaje |
| QF / ČF | prohra ve čtvrtfinále                     | SF      | prohra v semifinále         |
| F       | prohra ve finále                          | Vítěz   | vítězství v turnaji         |

Poznámka: Australian Open se v roce 1977 uskutečnilo dvakrát, v lednu a v prosinci. Naopak roku 1986 nebylo hráno. Turnaje WTA Tour Championships (Virginia Slims Championships) a Virginia Slims of New England se uskutečnily v roce 1986 dvakrát.

### Další turnaje
| Legenda | Legenda                                   | Legenda | Legenda                     |
| ------- | ----------------------------------------- | ------- | --------------------------- |
| SR      | poměr vyhraných turnajů ku všem odehraným | W–L V–P | výhry–prohry                |
| NH      | daný rok se turnaj nekonal                | A       | turnaje se hráč nezúčastnil |
| 1Q / LQ | prohra v (kole) kvalifikace               | 1k / 1R | prohra v daném kole turnaje |
| QF / ČF | prohra ve čtvrtfinále                     | SF      | prohra v semifinále         |
| F       | prohra ve finále                          | Vítěz   | vítězství v turnaji         |

| Turnaj                              | 1973     | 1974     | 1975     | 1976     | 1977     | 1978     | 1979     | 1980     | 1981     | 1982     | 1983     | 1984     | 1985     | 1986     | 1986     | 1987     | 1988     | 1989     | 1990     | 1991     | 1992     | 1993     | 1994     | 1995–2001 | 2002     | 2003     | 2004     | 2005     | Celkem WR | Celkem Win-Loss |
| ----------------------------------- | -------- | -------- | -------- | -------- | -------- | -------- | -------- | -------- | -------- | -------- | -------- | -------- | -------- | -------- | -------- | -------- | -------- | -------- | -------- | -------- | -------- | -------- | -------- | --------- | -------- | -------- | -------- | -------- | --------- | --------------- |
| Turnaj mistryň                      | A        | QF       | F        | RR       | RR       | W        | W        | F        | W        | F        | W        | W        | W        | W        | W        | QF       | QF       | F        | A        | F        | F        | QF       | 1k       | A         | A        | A        | A        | A        | 8 / 21    | 60–13           |
| Colgate/Toyota Series Championships | Nekonáno | Nekonáno | Nekonáno | QF       | RR       | F        | W        | SF       | F        | W        | Nekonáno | Nekonáno | Nekonáno | Nekonáno | Nekonáno | Nekonáno | Nekonáno | Nekonáno | Nekonáno | Nekonáno | Nekonáno | Nekonáno | Nekonáno | Nekonáno  | Nekonáno | Nekonáno | Nekonáno | Nekonáno | 2 / 7     | 16–5            |
| Chicago                             | A        | 2k       | F        | SF       | A        | W        | W        | W        | W        | W        | W        | A        | A        | W        | W        | W        | W        | QF       | W        | W        | W        | F        | QF       | A         | A        | A        | A        | A        | 12 / 18   | 68–5            |
| Eastbourne                          | A        | SF       | 2k       | SF       | A        | W        | F        | 3k       | SF       | W        | W        | W        | W        | W        | W        | F        | W        | W        | W        | W        | 2k       | W        | QF       | A         | 2R       | A        | LQ       | A        | 11 / 22   | 93–11           |
| Washington, D.C.                    | A        | 2k       | W        | A        | W        | W        | F        | A        | A        | W        | W        | A        | W        | W        | W        | A        | W        | A        | W        | Nekonáno | Nekonáno | Nekonáno | Nekonáno | Nekonáno  | Nekonáno | Nekonáno | Nekonáno | Nekonáno | 9 / 11    | 49–2            |
| Dallas                              | 1k       | 2k       | F        | F        | 1k       | QF       | W        | W        | W        | W        | W        | A        | W        | W        | W        | A        | W        | W        | Nekonáno | Nekonáno | Nekonáno | Nekonáno | Nekonáno | Nekonáno  | Nekonáno | Nekonáno | Nekonáno | Nekonáno | 9 / 15    | 56–6            |
| Los Angeles                         | A        | Nekonáno | Nekonáno | Nekonáno | F        | W        | F        | W        | W        | A        | W        | A        | A        | W        | W        | SF       | A        | W        | F        | A        | W        | W        | 3k       | A         | A        | A        | A        | A        | 8 / 13    | 55–5            |
| Houston                             | Nekonáno | Nekonáno | Nekonáno | W        | W        | W        | W        | F        | A        | A        | W        | A        | W        | A        | A        | F        | F        | A        | SF       | A        | A        | A        | 2k       | A         | Nekonáno | Nekonáno | Nekonáno | Nekonáno | 6 / 11    | 43–5            |
| Filderstadt/ Stuttgart              | Nekonáno | Nekonáno | Nekonáno | Nekonáno | Nekonáno | A        | F        | A        | F        | W        | W        | A        | A        | W        | W        | W        | W        | A        | A        | F        | W        | QF       | QF       | A         | A        | A        | A        | A        | 6 / 11    | 45–5            |
| Boston / Worcester                  | NH       | A        | W        | A        | NH       | SF       | A        | A        | A        | A        | A        | A        | NH       | W        | W        | A        | W        | W        | A        | Nekonáno | Nekonáno | Nekonáno | Nekonáno | Nekonáno  | Nekonáno | Nekonáno | Nekonáno | Nekonáno | 5 / 6     | 28–1            |
| Sydney                              | A        | A        | A        | W        | A        | A        | A        | QF       | F        | W        | A        | W        | W        | A        | A        | A        | A        | W        | A        | A        | A        | A        | A        | A         | A        | A        | A        | A        | 5 / 7     | 31–2            |
| Oakland / San Francisco             | A        | 1k       | SF       | QF       | A        | A        | W        | W        | 1k       | A        | A        | F        | A        | SF       | SF       | A        | W        | SF       | F        | W        | F        | W        | F        | A         | A        | A        | A        | A        | 5 / 15    | 45–10           |
| Orlando                             | NH       | W        | F        | Nekonáno | Nekonáno | Nekonáno | Nekonáno | W        | A        | W        | A        | A        | W        | A        | A        | Nekonáno | Nekonáno | Nekonáno | Nekonáno | Nekonáno | Nekonáno | Nekonáno | Nekonáno | Nekonáno  | Nekonáno | Nekonáno | Nekonáno | Nekonáno | 4 / 5     | 21–0            |
| Canadian Open                       | SF       | A        | A        | A        | A        | A        | A        | W        | SF       | W        | W        | A        | QF       | A        | A        | A        | QF       | W        | A        | A        | A        | A        | A        | A         | A        | A        | A        | A        | 4 / 8     | 29–4            |
| Family Circle Cup                   | A        | A        | F        | 2k       | A        | QF       | SF       | A        | A        | W        | W        | A        | A        | A        | A        | A        | W        | SF       | W        | QF       | 3k       | A        | 2k       | A         | A        | A        | 1k       | A        | 4 / 13    | 34–9            |
| Amelia Island                       | Nekonáno | Nekonáno | Nekonáno | Nekonáno | Nekonáno | Nekonáno | Nekonáno | W        | F        | A        | A        | W        | A        | A        | A        | A        | W        | SF       | A        | A        | A        | A        | SF       | A         | A        | A        | 1k       | A        | 3 / 7     | 25–4            |
| US Indoor                           | 1k       | 1k       | A        | 3k       | NH       | A        | SF       | A        | W        | A        | A        | A        | W        | SF       | SF       | W        | A        | Nekonáno | Nekonáno | Nekonáno | Nekonáno | Nekonáno | Nekonáno | Nekonáno  | Nekonáno | Nekonáno | Nekonáno | Nekonáno | 3 / 8     | 22–5            |
| Indian Wells                        | Nekonáno | Nekonáno | Nekonáno | Nekonáno | Nekonáno | Nekonáno | Nekonáno | Nekonáno | Nekonáno | Nekonáno | Nekonáno | Nekonáno | Nekonáno | Nekonáno | Nekonáno | Nekonáno | Nekonáno | A        | W        | W        | A        | A        | A        | A         | A        | A        | A        | A        | 2 / 2     | 10–0            |
| Paris Indoor                        | Nekonáno | Nekonáno | Nekonáno | Nekonáno | Nekonáno | Nekonáno | Nekonáno | Nekonáno | Nekonáno | Nekonáno | Nekonáno | Nekonáno | Nekonáno | Nekonáno | Nekonáno | Nekonáno | Nekonáno | Nekonáno | Nekonáno | Nekonáno | Nekonáno | W        | W        | A         | A        | A        | A        | A        | 2 / 2     | 10–0            |
| Richmond                            | A        | Nekonáno | Nekonáno | Nekonáno | Nekonáno | Nekonáno | W        | W        | A        | A        | A        | A        | Nekonáno | Nekonáno | Nekonáno | Nekonáno | Nekonáno | Nekonáno | Nekonáno | Nekonáno | Nekonáno | Nekonáno | Nekonáno | Nekonáno  | Nekonáno | Nekonáno | Nekonáno | Nekonáno | 2 / 2     | 10–0            |
| Turnaj                              | 1973     | 1974     | 1975     | 1976     | 1977     | 1978     | 1979     | 1980     | 1981     | 1982     | 1983     | 1984     | 1985     | 1986     | 1986     | 1987     | 1988     | 1989     | 1990     | 1991     | 1992     | 1993     | 1994     | 1995–2001 | 2002     | 2003     | 2004     | 2005     | Celkem WR | Celkem Win-Loss |
| Brighton                            | Nekonáno | Nekonáno | Nekonáno | Nekonáno | Nekonáno | A        | W        | F        | A        | W        | A        | A        | A        | A        | A        | A        | A        | A        | A        | A        | A        | A        | A        | A         | Nekonáno | Nekonáno | Nekonáno | Nekonáno | 2 / 3     | 13–1            |
| Seattle                             | Nekonáno | Nekonáno | Nekonáno | Nekonáno | F        | W        | A        | A        | A        | W        | Nekonáno | Nekonáno | Nekonáno | Nekonáno | Nekonáno | Nekonáno | Nekonáno | Nekonáno | Nekonáno | Nekonáno | Nekonáno | Nekonáno | Nekonáno | Nekonáno  | Nekonáno | Nekonáno | Nekonáno | Nekonáno | 2 / 3     | 14–1            |
| Tampa area                          | SF       | A        | Nekonáno | Nekonáno | A        | QF       | A        | A        | W        | A        | W        | A        | A        | A        | A        | A        | A        | A        | A        | Nekonáno | Nekonáno | Nekonáno | Nekonáno | Nekonáno  | Nekonáno | Nekonáno | Nekonáno | Nekonáno | 2 / 4     | 15–2            |
| Tokio (Pan Pacific)                 | Nekonáno | Nekonáno | Nekonáno | Nekonáno | Nekonáno | Nekonáno | Nekonáno | Nekonáno | Nekonáno | Nekonáno | Nekonáno | Nekonáno | A        | A        | A        | A        | A        | W        | A        | F        | F        | W        | F        | A         | A        | A        | A        | A        | 2 / 5     | 19–3            |
| Phoenix                             | A        | A        | SF       | SF       | SF       | W        | W        | A        | Nekonáno | Nekonáno | Nekonáno | Nekonáno | Nekonáno | A        | A        | A        | A        | A        | A        | Nekonáno | Nekonáno | Nekonáno | Nekonáno | Nekonáno  | Nekonáno | Nekonáno | Nekonáno | Nekonáno | 2 / 5     | 19–3            |
| Detroit                             | A        | 2k       | SF       | A        | W        | W        | SF       | A        | A        | A        | A        | Nekonáno | Nekonáno | Nekonáno | Nekonáno | Nekonáno | Nekonáno | Nekonáno | Nekonáno | Nekonáno | Nekonáno | Nekonáno | Nekonáno | Nekonáno  | Nekonáno | Nekonáno | Nekonáno | Nekonáno | 2 / 5     | 17–3            |
| Chichester / Surbiton               | A        | Nekonáno | Nekonáno | Nekonáno | A        | A        | QF       | A        | SF       | A        | A        | A        | A        | A        | A        | A        | A        | W        | A        | W        | A        | QF       | A        | A         | A        | A        | A        | A        | 2 / 5     | 16–3            |
| US Hard Court                       | Nekonáno | Nekonáno | Nekonáno | Nekonáno | Nekonáno | Nekonáno | Nekonáno | Nekonáno | Nekonáno | Nekonáno | Nekonáno | Nekonáno | Nekonáno | Nekonáno | Nekonáno | Nekonáno | A        | A        | A        | A        | W        | A        | Nekonáno | Nekonáno  | Nekonáno | A        | A        | A        | 1 / 1     | 4–0             |
| Key Biscayne                        | Nekonáno | Nekonáno | Nekonáno | Nekonáno | Nekonáno | Nekonáno | Nekonáno | Nekonáno | Nekonáno | Nekonáno | Nekonáno | Nekonáno | W        | A        | A        | SF       | A        | A        | A        | A        | A        | A        | A        | A         | A        | A        | A        | A        | 1 / 2     | 12–1            |
| Charlotte                           | SF       | Nekonáno | Nekonáno | Nekonáno | W        | Nekonáno | Nekonáno | Nekonáno | Nekonáno | Nekonáno | Nekonáno | Nekonáno | Nekonáno | Nekonáno | Nekonáno | Nekonáno | Nekonáno | Nekonáno | Nekonáno | Nekonáno | Nekonáno | Nekonáno | Nekonáno | Nekonáno  | Nekonáno | Nekonáno | Nekonáno | Nekonáno | 1 / 2     | 8–1             |
| Newport                             | A        | 3k       | Nekonáno | Nekonáno | Nekonáno | Nekonáno | Nekonáno | Nekonáno | Nekonáno | Nekonáno | A        | W        | A        | A        | A        | A        | A        | A        | A        | Nekonáno | Nekonáno | Nekonáno | Nekonáno | Nekonáno  | Nekonáno | Nekonáno | Nekonáno | Nekonáno | 1 / 2     | 7–1             |
| Denver                              | A        | 2R       | W        | Nekonáno | Nekonáno | Nekonáno | Nekonáno | Nekonáno | Nekonáno | Nekonáno | Nekonáno | A        | A        | Nekonáno | Nekonáno | Nekonáno | Nekonáno | Nekonáno | Nekonáno | A        | Nekonáno | Nekonáno | Nekonáno | Nekonáno  | Nekonáno | Nekonáno | Nekonáno | Nekonáno | 1 / 2     | 6–1             |
| Atlanta                             | Nekonáno | Nekonáno | F        | NH       | QF       | F        | W        | A        | A        | A        | A        | Nekonáno | Nekonáno | Nekonáno | Nekonáno | Nekonáno | Nekonáno | Nekonáno | Nekonáno | Nekonáno | Nekonáno | Nekonáno | Nekonáno | Nekonáno  | Nekonáno | Nekonáno | Nekonáno | Nekonáno | 1 / 4     | 15–3            |
| Tokio (Gunze/Borden)                | A        | A        | NH       | SF       | F        | F        | W        | A        | A        | A        | A        | A        | Nekonáno | Nekonáno | Nekonáno | Nekonáno | Nekonáno | Nekonáno | Nekonáno | Nekonáno | Nekonáno | Nekonáno | Nekonáno | Nekonáno  | Nekonáno | Nekonáno | Nekonáno | Nekonáno | 1 / 4     | 8–3             |
| Philadelphia                        | Nekonáno | Nekonáno | SF       | A        | F        | Nekonáno | Nekonáno | Nekonáno | Nekonáno | Nekonáno | Nekonáno | Nekonáno | Nekonáno | Nekonáno | Nekonáno | Nekonáno | Nekonáno | Nekonáno | Nekonáno | A        | A        | A        | A        | Nekonáno  | Nekonáno | A        | A        | A        | 0 / 2     | 7–2             |
| Fort Lauderdale                     | 2k       | 1k       | Nekonáno | Nekonáno | Nekonáno | Nekonáno | Nekonáno | Nekonáno | Nekonáno | Nekonáno | Nekonáno | Nekonáno | Nekonáno | Nekonáno | Nekonáno | Nekonáno | Nekonáno | Nekonáno | Nekonáno | Nekonáno | Nekonáno | Nekonáno | Nekonáno | Nekonáno  | Nekonáno | Nekonáno | Nekonáno | Nekonáno | 0 / 2     | 4–2             |
| Zürich                              | Nekonáno | Nekonáno | Nekonáno | Nekonáno | Nekonáno | Nekonáno | Nekonáno | Nekonáno | Nekonáno | Nekonáno | Nekonáno | A        | A        | A        | A        | A        | A        | A        | A        | A        | F        | F        | QF       | A         | A        | A        | A        | A        | 0 / 3     | 10–3            |
| German Open                         | 2k       | F        | A        | A        | A        | A        | A        | NH       | A        | A        | A        | A        | A        | F        | F        | A        | A        | A        | A        | A        | A        | A        | A        | A         | A        | A        | A        | A        | 0 / 3     | 9–3             |
| Akron                               | 1k       | QF       | QF       | A        | Nekonáno | Nekonáno | Nekonáno | Nekonáno | Nekonáno | Nekonáno | Nekonáno | Nekonáno | Nekonáno | Nekonáno | Nekonáno | Nekonáno | Nekonáno | Nekonáno | Nekonáno | Nekonáno | Nekonáno | Nekonáno | Nekonáno | Nekonáno  | Nekonáno | Nekonáno | Nekonáno | Nekonáno | 0 / 3     | 4–3             |
| Sarasota                            | 1k       | A        | 2k       | SF       | Nekonáno | Nekonáno | Nekonáno | Nekonáno | Nekonáno | Nekonáno | Nekonáno | Nekonáno | Nekonáno | Nekonáno | Nekonáno | Nekonáno | Nekonáno | Nekonáno | Nekonáno | Nekonáno | Nekonáno | Nekonáno | Nekonáno | Nekonáno  | A        | A        | Nekonáno | Nekonáno | 0 / 3     | 4–3             |
| Palm Springs                        | NH       | 1k       | SF       | QF       | RR       | F        | Nekonáno | Nekonáno | Nekonáno | Nekonáno | A        | Nekonáno | Nekonáno | Nekonáno | Nekonáno | Nekonáno | Nekonáno | Nekonáno | Nekonáno | Nekonáno | Nekonáno | Nekonáno | Nekonáno | Nekonáno  | Nekonáno | Nekonáno | Nekonáno | Nekonáno | 0 / 5     | 8–6             |
| Italian Open                        | 2k       | F        | F        | A        | A        | A        | A        | A        | A        | A        | A        | A        | A        | NH       | NH       | SF       | A        | A        | F        | QF       | A        | QF       | F        | A         | A        | A        | A        | A        | 0 / 8     | 24–8            |

## Statistika turnajů – ženská dvouhra
| Rok                  | 1973  | 1974  | 1975  | 1976  | 1977  | 1978  | 1979  | 1980  | 1981  | 1982  | 1983  | 1984  | 1985  | 1986  | 1987  | 1988  | 1989  | 1990  | 1991  | 1992  | 1993  | 1994  | 2002  | 2003  | 2004  | 2005  | Celkem   |
| -------------------- | ----- | ----- | ----- | ----- | ----- | ----- | ----- | ----- | ----- | ----- | ----- | ----- | ----- | ----- | ----- | ----- | ----- | ----- | ----- | ----- | ----- | ----- | ----- | ----- | ----- | ----- | -------- |
| Odehraných turnajů   | 16    | 20    | 24    | 17    | 21    | 20    | 23    | 24    | 23    | 18    | 17    | 15    | 17    | 17    | 12    | 16    | 16    | 13    | 14    | 12    | 13    | 15    | 1     | 0     | 5     | 1     | 390      |
| Titulů               | 0     | 1     | 4     | 2     | 6     | 11    | 10    | 11    | 10    | 15    | 16    | 13    | 12    | 14    | 4     | 9     | 8     | 6     | 5     | 4     | 5     | 1     | 0     | 0     | 0     | 0     | 167      |
| Tvrdý kurt*          | 0-0   | 0-0   | 15-3  | 4-3   | 9-6   | 18-4  | 18-4  | 27-6  | 18-2  | 14-1  | 22-0  | 21-0  | 19-3  | 12-0  | 15-2  | 11-3  | 30-2  | 12-2  | 11-1  | 9-1   | 10-2  | 3-2   | 0-0   | 0-0   | 0-0   | 0-0   | 298-47   |
| Antuka*              | 17-9  | 16-6  | 31-7  | 1-3   | 10-1  | 2-1   | 3-1   | 5-0   | 7-2   | 15-0  | 12-1  | 16-0  | 19-1  | 15-2  | 13-3  | 17-2  | 6-2   | 14-3  | 6-3   | 1-1   | 2-1   | 7-5   | 0-0   | 0-0   | 0-3   | 0-0   | 235-57   |
| Tráva*               | 2-2   | 8-4   | 9-3   | 9-2   | 7-2   | 13-0  | 14-2  | 12-4  | 21-4  | 21-1  | 19-0  | 27-1  | 29-0  | 13-0  | 17-2  | 12-1  | 17-1  | 13-0  | 15-1  | 6-2   | 12-2  | 8-2   | 1-1   | 0-0   | 2-2   | 0-1   | 307-40   |
| Koberec*             | 4-5   | 7-9   | 31-8  | 25-7  | 37-8  | 47-4  | 60-6  | 40-5  | 42-4  | 40-1  | 33-0  | 18-1  | 17-1  | 49-1  | 11-1  | 30-1  | 20-3  | 13-2  | 21-4  | 22-4  | 22-3  | 15-5  | 0-0   | 0-0   | 0-0   | 0-0   | 604-83   |
| Celkově*             | 23-16 | 31-19 | 86-21 | 39-15 | 63-17 | 80-9  | 95-13 | 84-15 | 88-12 | 90-3  | 86-1  | 82-2  | 84-5  | 89-3  | 56-8  | 70-7  | 73-8  | 52-7  | 53-9  | 38-8  | 46-8  | 33-14 | 1-1   | 0-0   | 2-5   | 0-1   | 1444-227 |
| Výhry %              | 59.0% | 62.0% | 80.4% | 72.2% | 78.8% | 89.9% | 88.0% | 85.7% | 88.0% | 96.8% | 98.9% | 97.6% | 94.4% | 96.7% | 87.5% | 90.9% | 90.1% | 88.1% | 85.5% | 82.6% | 85.2% | 70.2% | 50.0% | 00.0% | 28.6% | 00.0% | 86.4%    |
| Žebříček/ konec roku | N/A   | N/A   | 4     | 4     | 3     | 1     | 1     | 3     | 3     | 1     | 1     | 1     | 1     | 1     | 2     | 2     | 2     | 3     | 4     | 5     | 3     | 8     | NR    | NR    | 376   | NR    | N/A      |

Martina Navratilová nehrála oficiální turnaje WTA Tour ve dvouhře od roku 1995 do roku 2001.
Povrch: antuka, tráva, tvrdý, koberec – v tabulce je udán počet vítězství – počet proher

## Finálová utkání na okruhu WTA

### Vítězství – ženská dvouhra (167)
| Legenda (dvouhra)                                      |
| ------------------------------------------------------ |
| Grand Slam (18)                                        |
| WTA Championships (8)                                  |
| Series Championships (2)                               |
| Tier I (3)                                             |
| Tier II (23)                                           |
| Tier III (8)                                           |
| Tier IV-V (3)                                          |
| Virginia Slims, Avon, ostatní v letech 1974–1987 (102) |

| Tituly podle povrchu |
| Tvrdý (29)           |
| Antuka (18)          |
| Tráva (32)           |
| Koberec (88)         |

| Č.   | Datum             | Turnaj                                                                           | Povrch    | Finalistka                   | Výsledek            |
| 1.   | 16. září 1974     | Barnett Bank Classic, Orlando, Florida, USA (1)                                  | antuka    | Julie Heldman                | 7–6, 6–4            |
| 2.   | 26. leden 1975    | Virginia Slims of Washington, Washington, D.C. (1)                               | koberec   | Kerry Melville Reid          | 6–3, 6–1            |
| 3.   | 2. březen 1975    | Virginia Slims of Boston, USA (1)                                                | koberec   | Evonne Goolagong Cawley      | 6–2, 4–6, 6–3       |
| 4.   | 12. září 1975     | Four Roses Classic, Charlotte, USA (1)                                           | antuka    | Evonne Goolagong Cawley      | 4–6, 6–2, 7–5       |
| 5.   | 22. září 1975     | Majestic International, Denver, Colorado, USA                                    | tvrdý (h) | Carolyn Meyer                | 4–6, 6–4, 6–3       |
| 6.   | 12. leden 1976    | Virginia Slims of Houston, USA (1)                                               | koberec   | Chris Evertová               | 6–3, 6–4            |
| 7.   | 5. prosinec 1976  | Colgate New South Wales Tournament, Sydney (1)                                   | tráva     | Betty Stöve                  | 7–5, 6–2            |
| 8.   | 3. leden 1977     | Virginia Slims of Washington, Washington, D.C. (2)                               | koberec   | Chris Evertová               | 6–2, 6–3            |
| 9.   | 17. leden 1977    | Virginia Slims of Houston, USA (2)                                               | koberec   | Sue Barker                   | 7–6, 7–5            |
| 10.  | 24- leden 1977    | U. S. Indoor Championships, Minneapolis, Minnesota, USA (1)                      | koberec   | Sue Barker                   | 6–0, 6–1            |
| 11.  | 22. únor 1977     | Virginia Slims of Detroit, USA (1)                                               | Carpet    | Sue Barker                   | 6–4, 6–4            |
| 12.  | 13. červenec 1977 | McIntosh Scottish Championships, Edinburgh, Velká Británie                       | tráva     | Kristien Kemmer-Shaw         | 2–6, 9–8, 7–5       |
| 13.  | 17. srpen 1977    | Ivey's Pepsi Tennis Classic, Charlotte, Severní Karolína, USA (2)                | antuka    | Mima Jaušovec                | 3–6, 6–2, 6–1       |
| 14.  | 2. leden 1978     | Virginia Slims of Washington, Washington, D.C. (3)                               | koberec   | Betty Stöve                  | 7–5, 6–4            |
| 15.  | 16. leden 1978    | Virginia Slims of Houston, USA (3)                                               | koberec   | Billie Jean King             | 1–6, 6–2, 6–2       |
| 16.  | 23. leden 1978    | Virginia Slims of Los Angeles (1)                                                | tvrdý (h) | Rosemary Casals              | 6–3, 6–2            |
| 17.  | 30. leden 1978    | Virginia Slims of Chicago (1)                                                    | koberec   | Evonne Goolagong Cawley      | 6–7, 6–2, 6–2       |
| 18.  | 6. únor 1978      | Virginia Slims of Seattle, Seattle, Washington, USA (1)                          | koberec   | Betty Stöve                  | 6–1, 1–6, 6–2       |
| 19.  | 20. únor 1978     | Virginia Slims of Detroit, USA (2)                                               | koberec   | Dianne Fromholtz Balestrat   | 6–3, 6–2            |
| 20.  | 27. únor 1978     | Virginia Slims of Kansas City, USA (1)                                           | tvrdý (h) | Billie Jean King             | 7–5, 2–6, 6–3       |
| 21.  | 27. březen 1978   | Virginia Slims Championships, Oakland, Kalifornie, USA(1)                        | koberec   | Evonne Goolagong Cawley      | 7–6(0), 6–4         |
| 22.  | 19. červen 1978   | Colgate International, Eastbourne, Velká Británie (1)                            | tráva     | Chris Evertová               | 6–4, 4–6, 9–7       |
| 23.  | 26. červen 1978   | Wimbledon, Londýn (1)                                                            | tráva     | Chris Evertová               | 2–6, 6–4, 7–5       |
| 24.  | 2. říjen 1978     | Thunderbird Classic, Phoenix, Arizona, USA (1)                                   | tvrdý     | Tracy Austin                 | 6–4, 6–2            |
| 25.  | 8. leden 1979     | Avon Championships of California, Oakland, California, USA (1)                   | koberec   | Chris Evertová               | 7–5, 7–5            |
| 26.  | 15. leden 1979    | Avon Championships of Houston, USA (4)                                           | koberec   | Virginia Wadeová             | 6–3, 6–2            |
| 27.  | 29. leden 1979    | Avon Championships of Chicago (2)                                                | koberec   | Tracy Austin                 | 6–3, 6–4            |
| 28.  | 26. únor 1979     | Avon Championships of Dallas, USA (1)                                            | koberec   | Chris Evertová               | 6–4, 6–4            |
| 29.  | 21. březen 1979   | The Avon Championships, New York (2)                                             | koberec   | Tracy Austin                 | 6–3, 3–6, 6–2       |
| 30.  | 25. červen 1979   | Wimbledon, Londýn (2)                                                            | tráva     | Chris Evertová               | 6–4, 6–4            |
| 31.  | 13. srpen 1979    | Central Fidelity Bank International, USA (1)                                     | koberec   | Kathy Jordan                 | 6–1, 6–3            |
| 32.  | 23. září 1979     | Davidson's Classic, Atlanta, Georgie, USA                                        | koberec   | Wendy Turnbull               | 7–6(6), 6–4         |
| 33.  | 8. říjen 1979     | Thunderbird Classic, Phoenix, Arizona, USA (2)                                   | tvrdý     | Chris Evertová               | 6–1, 6–3            |
| 34.  | 20. listopad 1979 | Daihacu Challenge, Brighton, Velká Británie (1)                                  | koberec   | Chris Evertová               | 6–3, 6–3            |
| 35.  | 2. leden 1980     | Colgate Series Championships, Landover, Maryland, USA (1)                        | koberec   | Tracy Austin                 | 6–2, 6–1            |
| 36.  | 14. leden 1980    | Avon Championships of Kansas City, USA (2)                                       | koberec   | Greer Stevens                | 6–0, 6–2            |
| 37.  | 21. leden 1980    | Avon Championships of Chicago (3)                                                | koberec   | Chris Evertová               | 6–4, 6–4            |
| 38.  | 4. únor 1980      | Avon Championships of Los Angeles (2)                                            | tvrdý (h) | Tracy Austin                 | 6–2, 6–0            |
| 39.  | 11. únor 1980     | Avon Championships of California, Oakland, Kalifornie, USA (2)                   | koberec   | Evonne Goolagong Cawley      | 6–1, 7–6            |
| 40.  | 3. březen 1980    | Avon Championships of Dallas, USA (2)                                            | koberec   | Evonne Goolagong Cawley      | 6–3, 6–2            |
| 41.  | 15. duben 1980    | Murjani WTA Championships, Amelia Island, Florida, USA (1)                       | antuka    | Hana Mandlíková              | 5–7, 6–3, 6–2       |
| 42.  | 29. duben 1980    | United Airlines Tournament, Orlando, Florida, USA (2)                            | antuka    | Tracy Austin                 | 6–2, 6–4            |
| 43.  | 14. červenec 1980 | Player's Classic, Montreal, Kanada                                               | tvrdý     | Greer Stevens                | 6–2, 6–1            |
| 44.  | 21. červenec 1980 | Central Fidelity Bank International, Richmond, Virginie, USA (2)                 | koberec   | Mary-Lou Daniels Piatek      | 6–3, 6–0            |
| 45.  | 20. listopad 1980 | Lion's Cup, Tokio (1)                                                            | koberec   | Tracy Austin                 | 6–4, 6–3            |
| 46.  | 19. leden 1981    | Avon Championships of Cincinnati, USA                                            | koberec   | Sylvia Hanika                | 6–2, 6–4            |
| 47.  | 26. leden 1981    | Avon Championships of Chicago (4)                                                | koberec   | Hana Mandlíková              | 6–4, 6–2            |
| 48.  | 2. březen 1981    | Avon Championships of Los Angeles (3)                                            | koberec   | Andrea Jaeger                | 6–4, 6–0            |
| 49.  | 9. březen 1981    | Avon Championships of Dallas, USA (3)                                            | koberec   | Pam Shriver                  | 6–2, 6–4            |
| 50.  | 22. březen 1981   | The Avon Championships, New York City (3)                                        | koberec   | Andrea Jaeger                | 6–3, 7–6            |
| 51.  | 27. duben 1981    | United Airlines Tournament, Orlando, Florida, USA (3)                            | antuka    | Andrea Jaeger                | 7–5, 6–3            |
| 52.  | 28. září 1981     | Playtex US Indoor Championships, Minneapolis, USA (2)                            | koberec   | Tracy Austin                 | 6–0, 6–2            |
| 53.  | 5. říjen 1981     | Florida Federal Open, USA (1)                                                    | tvrdý     | Bettina Bunge                | 5–7, 6–2, 6–0       |
| 54.  | 18. listopad 1981 | Lion's Cup, Tokio (2)                                                            | koberec   | Chris Evertová               | 6–3, 6–2            |
| 55.  | 30. listopad 1981 | Australian Open, Melbourne (1)                                                   | tráva     | Chris Evertová               | 6–7(4), 6–4, 7–5    |
| 56.  | 4. leden 1982     | Avon Championships of Washington, Washington, D.C. (4)                           | koberec   | Anne Smith                   | 6–2, 6–3            |
| 57.  | 18. leden 1982    | Avon Championships of Seattle, Seattle, Washington, USA(2)                       | koberec   | Andrea Jaeger                | 6–2, 6–0            |
| 58.  | 25. leden 1982    | Avon Championships of Chicago (5)                                                | koberec   | Wendy Turnbull               | 6–4, 6–1            |
| 59.  | 8. únor 1982      | Avon Championships of Kansas City, USA (3)                                       | koberec   | Barbara Potter               | 6–2, 6–2            |
| 60.  | 8. březen 1982    | Avon Championships of Dallas, USA (4)                                            | koberec   | Mima Jaušovec                | 6–3, 6–2            |
| 61.  | 5. duben 1982     | Family Circle Cup, Hilton Head Island, Jižní Karolína, USA (1)                   | antuka    | Andrea Jaeger                | 6–4, 6–2            |
| 62.  | 9. duben 1982     | United Airlines Tournament, Orlando, Florida, USA (4)                            | Clay      | Wendy Turnbull               | 6–2, 7–5            |
| 63.  | 24. květen 1982   | French Open, Paris (1)                                                           | antuka    | Andrea Jaeger                | 7–6(6), 6–1         |
| 64.  | 14. červen 1982   | BMW Championships, Eastbourne, United Kingdom (2)                                | tráva     | Hana Mandlíková              | 6–4, 6–3            |
| 65.  | 21. červen 1982   | Wimbledon, Londýn (3)                                                            | tráva     | Chris Evertová               | 6–1, 3–6, 6–2       |
| 66.  | 15. srpen 1982    | Player's Canadian Open, Montreal (1)                                             | tvrdý     | Andrea Jaeger                | 6–3, 7–5            |
| 67.  | 18. říjen 1982    | Porsche Tennis Grand Prix, Filderstadt, Západní Německo (1)                      | koberec   | Tracy Austin                 | 6–3, 6–3            |
| 68.  | 25. říjen 1982    | Daihacu Challenge, Brighton, United Kingdom (2)                                  | koberec   | Chris Evertová               | 6–1, 6–4            |
| 69.  | 22. listopad 1982 | New South Wales Building Society Open, Sydney (2)                                | tráva     | Evonne Goolagong Cawley      | 6–0, 3–6, 6–1       |
| 70.  | 14. prosinec 1982 | Toyota Championships, East Rutherford, New Jersey, USA (2)                       | koberec   | Chris Evertová               | 4–6, 6–1, 6–2       |
| 71.  | 3. leden 1983     | Virginia Slims of Washington, Washington, D.C. (5)                               | koberec   | Sylvia Hanika                | 6-1, 6-1            |
| 72.  | 10. leden 1983    | Virginia Slims of Houston, USA (5)                                               | koberec   | Sylvia Hanika                | 6-3, 7-6(5)         |
| 73.  | 14. únor 1983     | Virginia Slims of Chicago (6)                                                    | koberec   | Andrea Jaeger                | 6-3, 6-2            |
| 74.  | 7. březen 1983    | Virginia Slims of Dallas, USA (5)                                                | koberec   | Chris Evertová               | 6-4, 6-0            |
| 75.  | 23. březen 1983   | Virginia Slims Championships, New York City (4)                                  | koberec   | Chris Evertová               | 6–2, 6-0            |
| 76.  | 4. duben 1983     | Family Circle Cup, Hilton Head Island, South Carolina, USA (2)                   | antuka    | Tracy Austin                 | 5-7, 6-1, 6-0       |
| 77.  | 18. duben 1983    | United Airlines Tournament of Champions, Orlando, Florida, USA (5)               | antuka    | Andrea Jaeger                | 6-1, 7-5            |
| 78.  | 13. červen 1983   | BMW Championships, Eastbourne, United Kingdom (3)                                | tráva     | Wendy Turnbull               | 6-1, 6-1            |
| 79.  | 20. červen 1983   | Wimbledon, Londýn (4)                                                            | tráva     | Andrea Jaeger                | 6-0, 6-3            |
| 80.  | 8. srpen 1983     | Virginia Slims of Los Angeles (4)                                                | tvrdý     | Chris Evertová               | 6-1, 6-3            |
| 81.  | 15. srpen 1983    | Player's Canadian Open, Toronto (2)                                              | tvrdý     | Chris Evertová               | 6-4, 4-6, 6-1       |
| 82.  | 30. srpen 1983    | US Open, New York City (1)                                                       | tvrdý     | Chris Evertová               | 6-1, 6-3            |
| 83.  | 10. říjen 1983    | Florida Federal Open, Tampa, Florida, USA (2)                                    | tvrdý     | Pam Shriver                  | 6-3, 6-2            |
| 84.  | 24. říjen 1983    | Porsche Tennis Grand Prix, Filderstadt, Západní Německo (2)                      | koberec   | Catherine Tanvier            | 6-1, 6-2            |
| 85.  | 22. listopad 1983 | Lion Ladies Cup, Tokio (3)                                                       | koberec   | Chris Evertová               | 6–2, 6-2            |
| 86.  | 29. listopad 1983 | Australian Open, Melbourne (2)                                                   | tráva     | Kathy Jordan                 | 6–3, 7-6(5)         |
| 87.  | 20. únor 1984     | Computerland US Women's Indoor Championships, East Hanover, New Jersey, USA (3)  | koberec   | Chris Evertová               | 6–2, 7-6(4)         |
| 88.  | 28. únor 1984     | Virginia Slims Championships, New York City (5)                                  | koberec   | Chris Evertová               | 6–3, 7-5, 6-1       |
| 89.  | 16. duben 1984    | Nutrasweet WITA Championships, Amelia Island, Florida, USA (2)                   | antuka    | Chris Evertová               | 6-2, 6-0            |
| 90.  | 23. duben 1984    | United Airlines Tournament of Champions, Orlando, Florida, USA (6)               | antuka    | Laura Arraya                 | 6-0, 6-1            |
| 91.  | 28. květen 1984   | French Open, Paříž (2)                                                           | antuka    | Chris Evertová               | 6-3, 6-1            |
| 92.  | 18. červen 1984   | Carlsberg Championships, Eastbourne, Velká Británie (4)                          | tráva     | Kathy Jordan                 | 6-1, 6-1            |
| 93.  | 25. červen 1984   | Wimbledon, Londýn (5)                                                            | tráva     | Chris Evertová               | 7-6(5), 6-2         |
| 94.  | 30. červen 1984   | Virginia Slims of Newport, Newport, Rhode Island, USA                            | tráva     | Gigi Fernández               | 6-3, 7-6(3)         |
| 95.  | 13. srpen 1984    | United Jersey Bank Open, Mahwah, New Jersey, USA                                 | tvrdý     | Pam Shriver                  | 6-4, 4-6, 7-5       |
| 96.  | 28. srpen 1984    | US Open, New York City (2)                                                       | tvrdý     | Chris Evertová               | 4-6, 6-4, 6-4       |
| 97.  | 17. září 1984     | Maybelline Tennis Classic, Fort Lauderdale, Florida, USA (1)                     | tvrdý     | Michelle Torres              | 6-1, 6-0            |
| 98.  | 24. září 1984     | Virginia Slims of New Orleans, USA (1)                                           | koberec   | Zina Garrison                | 6–4, 6-3            |
| 99.  | 19, listopad 1984 | New South Wales Building Society Open, Sydney (3)                                | tráva     | Ann Henricksson              | 6-1, 6-1            |
| 100. | 7. leden 1985     | Virginia Slims of Washington, George Washington University, Washington, D.C. (6) | koberec   | Manuela Malejevová           | 6-3, 6-2            |
| 101. | 5. únor 1985      | Lipton International Players Championships, Delray Beach, Florida, USA           | tvrdý     | Chris Evertová               | 6-2, 6-4            |
| 102. | 11. březen 1985   | Virginia Slims of Dallas, USA (6)                                                | koberec   | Chris Evertová               | 6-3, 6-4            |
| 103. | 18. březen 1985   | Virginia Slims Championships, New York City (6)                                  | koberec   | Helena Suková                | 6–3, 7-5, 6-4       |
| 104. | 22. duben 1985    | Chrysler Tournament of Champions, Orlando, Florida, USA (7)                      | antuka    | Katerina Maleeva             | 6-1, 6-0            |
| 105. | 29. duben 1985    | Virginia Slims of Houston (6)                                                    | antuka    | Elise Burgin                 | 6-4, 6-1            |
| 106. | 17. červen 1985   | Pilkington Glass Championships, Eastbourne, Velká Británie (5)                   | tráva     | Helena Suková                | 6-4, 6-3            |
| 107. | 24. červen 1985   | Wimbledon, Londýn (6)                                                            | tráva     | Chris Evertová               | 4-6, 6-3, 6-2       |
| 108. | 30. září 1985     | Lynda Carter/Maybelline Tennis Classic, Fort Lauderdale, Florida, USA (2)        | antuka    | Steffi Graf                  | 6-3, 6-1            |
| 109. | 11, listopad 1985 | National Panasonic Open, Brisbane, Austrálie                                     | tráva     | Pam Shriver                  | 6-3, 7-5            |
| 110. | 18. listopad 1985 | Family Circle New South Wales Open, Sydney (4)                                   | tráva     | Hana Mandlíková              | 3-6, 6-1, 6-2       |
| 111. | 25. listopad 1985 | Australian Open, Melbourne (3)                                                   | Grass     | Chris Evertová               | 6–2, 4-6, 6-2       |
| 112. | 6. leden 1986     | Virginia Slims of Washington, Washington, D.C. (7)                               | koberec   | Pam Shriver                  | 6-1, 6-4            |
| 113. | 13. leden 1986    | Virginia Slims of New England, Worcester, Massachusetts, USA (1)                 | koberec   | Claudia Kohde-Kilsch         | 4-6, 6-1, 6-4       |
| 114. | 20. únor 1986     | US Women's Indoor Championships, Princeton, New Jersey, USA (4)                  | koberec   | Helena Suková                | 3-6, 6–0, 7-6(5)    |
| 115. | 10. březen 1986   | Virginia Slims of Dallas, USA (7)                                                | koberec   | Chris Evertová               | 6-2, 6-1            |
| 116. | 17. březen 1986   | Virginia Slims Championships, New York City (7)                                  | koberec   | Hana Mandlíková              | 6–2, 6-0, 3-6, 6-1  |
| 117. | 16. červen 1986   | Pilkington Glass Championships, Eastbourne, Velká Británie (6)                   | tráva     | Helena Suková                | 3-6, 6-3, 6-4       |
| 118. | 23. červen 1986   | Wimbledon, Londýn (7)                                                            | tráva     | Hana Mandlíková              | 7-6(1), 6-3         |
| 119. | 11. srpen 1986    | Virginia Slims of Los Angeles (5)                                                | tvrdý     | Chris Evertová               | 7-6(5), 6-3         |
| 120. | 26. srpen 1986    | US Open, New York City (3)                                                       | tvrdý     | Helena Suková                | 6-3, 6-2            |
| 121. | 29. září 1986     | Virginia Slims of New Orleans, USA (2)                                           | koberec   | Pam Shriver                  | 6-1, 4-6, 6-2       |
| 122. | 13. říjen 1986    | Porsche Tennis Grand Prix, Filderstadt, Západní Německo (3)                      | koberec   | Hana Mandlíková              | 6-2, 6-3            |
| 123. | 3. listopad 1986  | Virginia Slims of New England, Worcester, Massachusetts, USA (3)                 | koberec   | Hana Mandlíková              | 6-2, 6-2            |
| 124. | 10. listopad 1986 | Virginia Slims of Chicago (7)                                                    | koberec   | Hana Mandlíková              | 7-5, 7-5            |
| 125. | 17. listopad 1986 | Virginia Slims Championships, New York City (8)                                  | koberec   | Steffi Graf                  | 7-6(6), 6-3, 6-2    |
| 126. | 22. červen 1987   | Wimbledon, Londýn (8)                                                            | tráva     | Steffi Graf                  | 7-5, 6-3            |
| 127. | 1. září 1987      | US Open, New York City (4)                                                       | tvrdý     | Steffi Graf                  | 7-6(4), 6-1         |
| 128. | 12. říjen 1987    | Porsche Tennis Grand Prix, Filderstadt, West Germany (4)                         | koberec   | Chris Evertová               | 7-5, 6-1            |
| 129. | 9. listopad 1987  | Virginia Slims of Chicago (8)                                                    | koberec   | Nataša Zverevová             | 6-1, 6-2            |
| 130. | 8. únor 1988      | Virginia Slims of Dallas, USA (8)                                                | koberec   | Pam Shriver                  | 6-0, 6-3            |
| 131. | 15. únor 1988     | Virginia Slims of California, Oakland, Kalifornie, USA (3)                       | koberec   | Larisa Savčenková Neilandová | 6-1, 6-2            |
| 132. | 22. únor 1988     | Virginia Slims of Washington, Washington, D.C. (8)                               | koberec   | Pam Shriver                  | 6-0, 6-2            |
| 133. | 4. duben 1988     | Family Circle Cup, Hilton Head Island, Jižní Karolína, USA (3)                   | antuka    | Gabriela Sabatini            | 6-1, 4-6, 6-4       |
| 134. | 11. duben 1988    | Bausch & Lomb Championships, Amelia Island, Florida, USA (3)                     | antuka    | Gabriela Sabatini            | 6-0, 6-2            |
| 135. | 13. červen 1988   | Pilkington Glass Championships, Eastbourne, Velká Británie (7)                   | tráva     | Nataša Zverevová             | 6-2, 6-2            |
| 136. | 10. říjen 1988    | Porsche Tennis Grand Prix, Filderstadt, Západní Německo (5)                      | koberec   | Chris Evertová               | 6-2, 6-3            |
| 137. | 31. říjen 1988    | Virginia Slims of New England, Worcester, Massachusetts, USA (4)                 | koberec   | Nataša Zverevová             | 6-7(4), 6-4, 6-3    |
| 138. | 7. listopad 1988  | Virginia Slims of Chicago (9)                                                    | koberec   | Chris Evertová               | 6-2, 6-2            |
| 139. | 9. leden 1989     | New South Wales Open, Sydney (5)                                                 | tvrdý     | Catarina Lindqvist           | 6-2, 6-4            |
| 140. | 31. leden 1989    | Toray Pan Pacific Open, Tokio (1)                                                | koberec   | Lori McNeil                  | 6-7(3), 6-3, 7-6(5) |
| 141. | 12. červen 1989   | Dow Classic, Birmingham, Velká Británie (1)                                      | tráva     | Zina Garrison                | 7-6(5), 6-3         |
| 142. | 19. červen 1989   | Pilkington Glass Championships, Eastbourne, Velká Británie (8)                   | tráva     | Rafaella Reggi               | 7-6(2), 6-2         |
| 143. | 7. srpen 1989     | Virginia Slims of Los Angeles (6)                                                | tvrdý     | Gabriela Sabatini            | 6-0, 6-2            |
| 144. | 21. srpen 1989    | Player's Canadian Open, Toronto (3)                                              | tvrdý     | Arantxa Sánchez Vicario      | 6-2, 6-2            |
| 145. | 18. září 1989     | Virginia Slims of Dallas, USA (9)                                                | koberec   | Monika Selešová              | 7-6(2), 6-3         |
| 146. | 30. říjen 1989    | Virginia Slims of New England, Worcester, Massachusetts, USA (5)                 | koberec   | Zina Garrison                | 6-2, 6-3            |
| 147. | 12. únor 1990     | Virginia Slims of Chicago (10)                                                   | koberec   | Manuela Malejevová           | 6-3, 6-2            |
| 148. | 19. únor 1990     | Virginia Slims of Washington, Washington, D.C. (9)                               | koberec   | Zina Garrison                | 6-1, 6-0            |
| 149. | 26. únor 1990     | Virginia Slims of Indian Wells, Indian Wells, Kalifornie, USA (1)                | tvrdý     | Helena Suková                | 6-2, 5-7, 6-1       |
| 150. | 2. duben 1990     | Family Circle Cup, Hilton Head Island, Jižní Karolína, USA (4)                   | antuka    | Jennifer Capriati            | 6-2, 6-4            |
| 151. | 18. červen 1990   | Pilkington Glass Championships, Eastbourne, Velká Británie (9)                   | tráva     | Gretchen Magers              | 6-0, 6-2            |
| 152. | 25. červen 1990   | Wimbledon, Londýn (9)                                                            | tráva     | Zina Garrison                | 6-4, 6-1            |
| 153. | 11. únor 1991     | Virginia Slims of Chicago (11)                                                   | koberec   | Zina Garrison                | 6-1, 6-2            |
| 154. | 25. únor 1991     | Virginia Slims of Palm Sprighs, Palm Sprighs, Kalifornie, USA (2)                | tvrdý     | Monika Selešová              | 6-2, 7-6(6)         |
| 155. | 10. červen 1991   | Dow Classic, Birmingham, Velká Británie (2)                                      | tráva     | Nataša Zverevová             | 6-4, 7-6(6)         |
| 156. | 17. červen 1991   | Pilkington Glass Championships, Eastbourne, Velká Británie (10)                  | tráva     | Arantxa Sánchez Vicario      | 6-4, 6-4            |
| 157. | 4. listopad 1991  | Virginia Slims of California, Oakland, Kalifornie, USA (4)                       | koberec   | Monika Selešová              | 6-3, 3-6, 6-3       |
| 158. | 10. únor 1992     | Virginia Slims of Chicago (12)                                                   | koberec   | Jana Novotná                 | 7-6(4), 4-6, 7-5    |
| 159. | 23. březen 1992   | Acura US Womens Hardcourt Championships, San Antonio, Texas, USA                 | tvrdý     | Nathalie Tauziat             | 6-2, 6-1            |
| 160. | 10. srpen 1992    | Virginia Slims of Los Angeles (7)                                                | tvrdý     | Monica Seles                 | 6-4, 6-2            |
| 161. | 12. říjen 1992    | Porsche Tennis Grand Prix, Filderstadt, Německo (6)                              | koberec   | Gabriela Sabatini            | 7-6(1), 6-3         |
| 162. | 1. únor 1993      | Toray Pan Pacific Open, Jokohama, Japonsko (2)                                   | koberec   | Larisa Savčenková Neilandová | 6-2, 6-2            |
| 163. | 15. únor 1993     | Open Gaz de France, Paříž (1)                                                    | koberec   | Monika Selešová              | 6-3, 4-6, 7-6(3)    |
| 164. | 14. červen 1993   | Volkswagen Cup, Eastbourne, Velká Británie (11)                                  | tráva     | Miriam Oremans               | 2-6, 6-2, 6-3       |
| 165. | 10. srpen 1993    | Virginia Slims of Los Angeles (8)                                                | tvrdý     | Arantxa Sánchez Vicario      | 7-5, 7-6(4)         |
| 166. | 1. listopad 1993  | Bank of The West Classic, Oakland, Kalifornie, USA (5)                           | koberec   | Zina Garrison                | 6-2, 7-6(1)         |
| 167. | 15. únor 1994     | Open Gaz de France, Paříž (2)                                                    | tvrdý (h) | Julie Halard                 | 7-5, 6-3            |

### Finalistka – ženská dvouhra (72)
| Č.  | Datum             | Turnaj                                                         | Povrch           | Vítězka                 | Výsledek              |
| 1.  | 20. květen 1974   | German Open, Hamburg                                           | antuka           | Helga Niessen Masthoff  | 6-4, 5-7, 6-3         |
| 2.  | 27. květen 1974   | Italian Open, Řím                                              | antuka           | Chris Evertová          | 6–3, 6-3              |
| 3.  | 21. prosinec 1974 | Australian Open, Melbourne                                     | tráva            | Evonne Goolagong Cawley | 6–3, 6-2              |
| 4.  | 9. únor 1975      | Virginia Slims of Chicago                                      | koberec          | Margaret Court          | 6-3, 3-6, 6-2         |
| 5.  | 16. březen 1975   | Virginia Slims of Dallas, USA                                  | koberec          | Virginia Wadeová        | 2-6, 7-6, 4-3 retired |
| 6.  | 31. březen 1975   | Virginia Slims Championships, Los Angeles                      | koberec          | Chris Evertová          | 6–4, 6–2              |
| 7.  | 20. duben 1975    | Family Circle Cup, Amelia Island, Florida, USA                 | antuka (Har-Tru) | Chris Evertová          | 7-5, 6-4              |
| 8.  | 26. květen 1975   | Italian Open, Řím                                              | antuka           | Chris Evertová          | 6–1, 6-0              |
| 9.  | 2. červen 1975    | French Open, Paříž                                             | antuka           | Chris Evertová          | 2-6, 6–2, 6-1         |
| 10. | 15. září 1975     | Little Mo Classic, Atlanta, USA                                | koberec          | Chris Evertová          | 2-6, 6–2, 6-0         |
| 11. | 26. květen 1975   | Barnett Bank Classic, Orlando, Florida, USA                    | antuka (Har-Tru) | Chris Evertová          | walkover              |
| 12. | 15. březen 1976   | Virginia Slims of Dallas, USA                                  | koberec          | Evonne Goolagong Cawley | 6-1, 6-1              |
| 13. | 31. leden 1977    | Virginia Slims of Seattle, Seattle, Washington, USA            | koberec          | Chris Evertová          | 6–2, 6-4              |
| 14. | 14. únor 1977     | Virginia Slims of Los Angeles                                  | koberec          | Chris Evertová          | 6–2, 2-6, 6-1         |
| 15. | 14. březen 1977   | Virginia Slims of Philadelphia, USA                            | koberec          | Chris Evertová          | 6–4, 4-6, 6-3         |
| 16. | 7. duben 1977     | L'Eggs World Series, Tucson, Arizona, USA                      | tvrdý            | Chris Evertová          | 6–3, 7-6              |
| 17. | 12. září 1977     | Toray Open, Osaka, Japonsko                                    | koberec          | Virginia Wadeová        | 5-7, 7-5, 6-4         |
| 18. | 25. září 1978     | Wyler's Womens Classic, Atlanta, USA                           | koberec          | Chris Evertová          | 7-6, 0-6, 6-3         |
| 19. | 13. listopad 1978 | Colgate Series Championships, Palm Springs, Kalifornie, USA    | tvrdý            | Chris Evertová          | 6-3, 6-3              |
| 20. | 20. listopad 1978 | Gunze World Tennis Open, Tokio                                 | koberec          | Tracy Austin            | 6-1, 6-1              |
| 21. | 16. prosinec 1978 | Tokyo Invitational, Tokio                                      | koberec          | Chris Evertová          | 7-5, 6-2              |
| 22. | 1. leden 1979     | Avon Championships of Washington, Washington, D.C.             | koberec          | Tracy Austin            | 6-3, 6-2              |
| 23. | 12. únor 1979     | Avon Championships of Los Angeles, USA                         | koberec          | Chris Evertová          | 6–3, 6-4              |
| 24. | 18. červen 1979   | Eastbourne International, Eastbourne, SPojené království       | tráva            | Chris Evertová          | 7-5, 5-7, 13-11       |
| 25. | 30. červenec 1979 | Wells Fargo Open, San Diego, Kalifornie, USA                   | tvrdý            | Tracy Austin            | 6-4, 6-2              |
| 26. | 5. listopad 1979  | Porsche Tennis Grand Prix, Filderstadt, Západní Německo        | koberec          | Tracy Austin            | 6–2, 6-0              |
| 27. | 14. prosinec 1979 | Emeron Cup, Tokio                                              | koberec          | Tracy Austin            | 6-2, 6-1              |
| 28. | 25. únor 1980     | Avon Championships of Houston, USA                             | koberec          | Billie Jean King        | 6–1, 6-3              |
| 29. | 17. březen 1980   | The Avon Championships, New York                               | koberec          | Tracy Austin            | 6-2, 2-6, 6-2         |
| 30. | 27. březen 1980   | Clairol Crowns, La Costa, Kalifornie, USA                      | tvrdý            | Tracy Austin            | 7-5, 6-2              |
| 31. | 20. říjen 1980    | Daihacu Challenge, Brighton, Spojené království                | koberec          | Chris Evertová          | 6–4, 5-7, 6-3         |
| 32. | 12. leden 1981    | Avon Championships of Kansas City, USA                         | koberec          | Andrea Jaeger           | 3-6, 6-3, 7-5         |
| 33. | 20. duben 1981    | Murjani WITA Championships, Amelia Island, Florida, USA        | antuka (Har-Tru) | Chris Evertová          | 6-0, 6-0              |
| 34. | 1. září 1981      | US Open, New York City                                         | tvrdý            | Tracy Austin            | 1-6, 7-6(4), 7-6(1)   |
| 35. | 26. říjen 1981    | Porsche Tennis Grand Prix, Filderstadt, Germany                | Carpet           | Tracy Austin            | 4-6, 6–3, 6-4         |
| 36. | 23. listopad 1981 | New South Wales Open, Sydney, Austrálie                        | tráva            | Chris Evertová          | 6-4, 2-6, 6-1         |
| 37. | 14. prosinec 1981 | Toyota Series Championships, East Rutherford, New Jersey, USA  | koberec          | Tracy Austin            | 2-6, 6-4, 6-2         |
| 38. | 24. březen 1982   | The Avon Championships, New York City                          | koberec          | Sylvia Hanika           | 1-6, 6-3, 6-4         |
| 39. | 29. listopad 1982 | Australian Open, Melbourne                                     | tráva            | Chris Evertová          | 6–3, 2-6, 6-3         |
| 40. | 9. leden 1984     | Virginia Slims of California, Oakland Coliseum, Oakland, USA   | koberec          | Hana Mandlíková         | 7-6(6), 3-6, 6-4      |
| 41. | 21. leden 1985    | Virginia Slims of Florida, Key Biscayne, Florida, USA          | tvrdý            | Chris Evertová          | 6-2, 6-4              |
| 42. | 27. květen 1985   | French Open, Paříž                                             | antuka           | Chris Evertová          | 6-3, 6–7(4), 7-5      |
| 43. | 27. srpen 1985    | US Open, New York City                                         | tvrdý            | Hana Mandlíková         | 7-6(3), 1-6, 7-6(2)   |
| 44. | 12. květen 1986   | German Open, Berlín                                            | antuka           | Steffi Grafová          | 6-2, 6-3              |
| 45. | 26. květen 1986   | French Open, Paříž                                             | antuka           | Chris Evertová          | 2-6, 6–3, 6-3         |
| 46. | 12. leden 1987    | Australian Open, Melbourne                                     | tráva            | Hana Mandlíková         | 7-5, 7-6(1)           |
| 47. | 20. duben 1987    | Virginia Slims of Houston, USA                                 | antuka (Har-Tru) | Chris Evertová          | 3-6, 6-1, 7-6(4)      |
| 48. | 25. květen 1987   | French Open, Paříž                                             | antuka           | Steffi Graf             | 6-4, 4-6, 8-6         |
| 49. | 15. červen 1987   | Pilkington Glass Championships, Eastbourne, Spojené království | tráva            | Helena Suková           | 7-6(5), 6-3           |
| 50. | 18. duben 1988    | Virginia Slims of Houston, USA                                 | antuka (Har-Tru) | Chris Evertová          | 6-0, 6-4              |
| 51. | 20. červen 1988   | Wimbledon, Londýn                                              | tráva            | Steffi Graf             | 5-7, 6-2, 6-1         |
| 52. | 26. červen 1989   | Wimbledon, Londýn                                              | tráva            | Steffi Graf             | 6-2, 6-7(1), 6-1      |
| 53. | 28. srpen 1989    | US Open, New York City                                         | tráva            | Steffi Graf             | 3-6, 7-5, 6-1         |
| 54. | 13. listopad 1989 | Virginia Slims Championships, New York City                    | koberec          | Steffi Graf             | 6-4, 7-5, 2-6, 6-2    |
| 55. | 7. květen 1990    | Peugeot Italian Open, Řím                                      | antuka           | Monika Selešová         | 6–1, 6-1              |
| 56. | 17. květen 1990   | Virginia Slims of Los Angeles                                  | tvrdý            | Monika Selešová         | 6–4, 3-6, 7-6(6)      |
| 57. | 29. říjen 1990    | Virginia Slims of California, Oakland, USA                     | koberec          | Monika Selešová         | 6-3, 7-6(5)           |
| 58. | 29. leden 1991    | Toray Pan Pacific Open, Tokio                                  | koberec          | Gabriela Sabatini       | 2-6, 6-2, 6-4         |
| 59. | 26. srpen 1991    | US Open, New York City                                         | tvrdý            | Monika Selešová         | 7-6(1), 6-1           |
| 60. | 30. září 1991     | Milano Ladies Indoor, Milán, Itálie                            | koberec          | Monika Selešová         | 6-3, 3-6, 6-4         |
| 61. | 14. říjen 1991    | Porsche Tennis Grand Prix, Filderstadt, Německo                | koberec          | Anke Huber              | 2-6, 6-2, 7-6(4)      |
| 62. | 13. listopad 1991 | Virginia Slims Championships, New York City                    | koberec          | Monika Selešová         | 6-4, 3-6, 7-5, 6-0    |
| 63. | 27. leden 1992    | Toray Pan Pacific Open, Tokio                                  | koberec          | Gabriela Sabatini       | 6-2, 4-6, 6-2         |
| 64. | 5. říjen 1992     | BMW European Women's Indoor Championships, Curych, Švýcarsko   | koberec          | Steffi Graf             | 2-6, 7-5, 7-5         |
| 65. | 2. listopad 1992  | Bank of The West Classic, Oakland, USA                         | koberec          | Monika Selešová         | 6-3, 6-4              |
| 66. | 16. listopad 1992 | Virginia Slims Championships, New York City                    | koberec          | Monika Selešová         | 7-5, 6-3, 6-1         |
| 67. | 8. únor 1993      | Virginia Slims of Chicago                                      | koberec          | Monika Selešová         | 3-6, 6-2, 6-1         |
| 68. | 4. říjen 1993     | Barilla European Indoors, Curych, Švýcarsko                    | koberec          | Manuela Malejevová      | 6-3, 7-6(1)           |
| 69. | 31. leden 1994    | Toray Pan Pacific Open, Tokio                                  | koberec          | Steffi Graf             | 6-2, 6-4              |
| 70. | 2. květen 1994    | Italian Open, Řím                                              | antuka           | Conchita Martínezová    | 7-6(5), 6-4           |
| 71. | 20. červen 1994   | Wimbledon, Londýn                                              | tráva            | Conchita Martínezová    | 6-4, 3-6, 6-3         |
| 72. | 31. říjen 1994    | Bank of The West Classic, Oakland, USA                         | koberec          | Arantxa Sánchez Vicario | 1-6, 7-6(5), 7-6(3)   |

### Vítězství – ženská čtyřhra (177)
| Legenda (čtyřhra)                                     |
| ----------------------------------------------------- |
| Grand Slam Titles (31)                                |
| WTA Championships (11)                                |
| Series Championships (4)                              |
| Tier I (9)                                            |
| Tier II (14)                                          |
| Tier III (8)                                          |
| Tier IV a V (3)                                       |
| Virginia Slims, Avon, ostatní v letech 1973–1987 (97) |

| Tituly dle povrchu |
| Tvrdý (39)         |
| Antuka (33)        |
| Tráva (26)         |
| Koberec (79)       |

| Č.   | Datum             | Turnaj                                                                          | Povrch           | Spoluhráčka             | Finalistky                                     | Výsledek            |
| 1.   | July 23, 1973     | MM ČSSR v tenise, Bratislava                                                    | antuka           | Renáta Tomanová         | neznámý                                        | neznámý             |
| 2.   | 4. březen 1974    | Maureen Connolly-Brinker International, Dallas, USA (1)                         | koberec          | Ma Fernandez            | Karen Krantzcke Virginia Wadeová               | 6-3, 3-6, 6-3       |
| 3.   | 8. prosinec 1974  | Western Australia Championships, Perth, Západní Austrálie                       | tráva            | Olga Morozovová         | Lesley Hunt Naoko Sawamacu                     | 6-1, 6-3            |
| 4.   | 9. únor 1975      | Virginia Slims of Chicago, USA (1)                                              | koberec          | Chris Evertová          | Margaret Court Olga Morozova                   | 6–2, 7-6(5-1)       |
| 5.   | 16. únor 1975     | Virginia Slims of Detroit, USA (1)                                              | koberec          | Lesley Hunt             | Françoise Durr Betty Stove                     | 2-6, 7-5, 6-2       |
| 6.   | 26. květen 1975   | Italian Open, Řím (1)                                                           | antuka           | Chris Evertová          | Sue Barker Glynis Coles                        | 6–1, 6–2            |
| 7.   | 2. červen 1975    | French Open, Paříž (1)                                                          | antuka           | Chris Evertová          | Julie Anthony Olga Morozova                    | 6–3, 6–2            |
| 8.   | 20. srpen 1975    | Medi Quick Open, Rye Brook, New York, USA                                       | antuka           | Chris Evertová          | neznámý                                        | neznámý             |
| 9.   | 15. září 1975     | Little Mo Classic, Atlanta, USA (1)                                             | koberec          | Chris Evertová          | Françoise Durr Betty Stove                     | 6–4, 5–7, 6–2       |
| 10.  | 29. září 1975     | Virginia Slims of Palm Springs, Palm Springs, Kalifornie, USA (1)               | tvrdý            | Chris Evertová          | Glasgow Betty-Ann Grubb Stuart                 | 6–3, 7–5            |
| 11.  | 23. únor 1976     | Virginia Slims of Sarasota, Sarasota, Florida, USA                              | koberec          | Betty Stove             | Mona Guerrant-Schallau Ann Kijomura            | 6–1, 6-0            |
| 12.  | 21. červen 1976   | Wimbledon, Londýn (1)                                                           | tráva            | Chris Evertová          | Billie Jean King Betty Stove                   | 6–1, 3-6, 7-5       |
| 13.  | 18. říjen 1976    | Colgate Inaugural Open, Palm Springs, Kalifornie, USA (2)                       | tvrdý            | Chris Evertová          | Billie Jean King Betty Stove                   | 6–2, 6-4            |
| 14.  | 5. prosinec 1976  | Colgate New South Wales Tournament, Sydney, Austrálie (1)                       | tráva            | Betty Stove             | Françoise Durr Ann Kijomura                    | 6–3, 7-5            |
| 15.  | 9. únor 1977      | Virginia Slims of Washington, D.C. (1)                                          | koberec          | Betty Stove             | Kristien Kemmer-Shaw Valerie Ziegenfuss        | 7-5, 6–2            |
| 16.  | 10. leden 1977    | Virginia Slims of Florida, USA                                                  | koberec          | Betty Stove             | Rosemary Casals Chris Evertová                 | 6-4, 3-6, 6-4       |
| 17.  | 17. leden 1977    | Virginia Slims of Houston, USA (1)                                              | koberec          | Betty Stove             | Sue Barker Ann Kijomura                        | 4-6, 6-2, 6-4       |
| 18.  | 24. leden 1977    | Virginia Slims of Minnesota, Minneapolis, USA (1)                               | koberec          | Rosemary Casals         | Mima Jaušovec Virginia Ruzici                  | 6-2, 6-1            |
| 19.  | 22. únor 1977     | Virginia Slims of Detroit, Detroit, USA (2)                                     | koberec          | Betty Stove             | Janet Newberry JoAnne Russell                  | 6-3, 6-4            |
| 20.  | 7. březen 1977    | Virginia Slims of Dallas, USA (2)                                               | koberec          | Betty Stove             | Kerry Melville Reid Greer Stevens              | 6–2, 6-4            |
| 21.  | duben, 1977       | Bridgestone Womens Doubles Championship, Tokio (1)                              | koberec          | Betty Stove             | Françoise Durr Virginia Wadeová                | 7-5, 6-3            |
| 22.  | 17. duben 1977    | Ivey-Pepsi Classic, Charlotte, North Carolina, USA                              | antuka (Har-Tru) | Betty Stove             | Regina Maršíková Pam Teeguarden                | 6-3, 6-4            |
| 23.  | 1. září 1977      | US Open, New York City (1)                                                      | antuka (Har-Tru) | Betty Stove             | Renee Richards Betty-Ann Stuart                | 6–1, 7-6            |
| 24.  | 3. říjen 1977     | Wyler's Womens Tennis Classic, Atlanta, Georgie, USA (2)                        | koberec          | Betty Stove             | Brigette Cuypers Marise Kruger                 | 6–4, 6-2            |
| 25.  | 10. říjen 1977    | Thunderbird Phoenix Open, Phoenix, Arizona, USA                                 | tvrdý            | Billie Jean King        | Helen Gourlay Cawley JoAnne Russell            | 6–1, 7-5            |
| 26.  | 2. leden 1978     | Virginia Slims of Washington, D.C., USA (2)                                     | koberec          | Billie Jean King        | Betty Stove Wendy Turnbull                     | 6–3, 7-5            |
| 27.  | 16. leden 1978    | Virginia Slims of Houston, USA (2)                                              | koberec          | Billie Jean King        | Mona Guerrant Greer Stevens                    | 7-6, 4-6, 7-6       |
| 28.  | 20. únor 1978     | Virginia Slims of Detroit, USA (3)                                              | koberec          | Billie Jean King        | Kerry Melville Reid Wendy Turnbull             | 6–3, 6-4            |
| 29.  | 27. únor 1978     | Virginia Slims of Kansas City, USA (1)                                          | koberec          | Billie Jean King        | Kerry Melville Reid Wendy Turnbull             | 6–4, 6-4            |
| 30.  | 6. březen 1978    | Virginia Slims of Dallas, USA (3)                                               | koberec          | Anne Smith              | Evonne Goolagong Cawley Betty Stove            | 6–3, 7-6            |
| 31.  | 13. březen 1978   | Virginia Slims of Boston, USA                                                   | koberec          | Billie Jean King        | Evonne Goolagong Cawley Betty Stove            | 6–3, 6-2            |
| 32.  | 5. duben 1978     | Bridgestone Women's Doubles Championships, Salt Lake City, Utah, USA (2)        | koberec          | Billie Jean King        | Françoise Durr Virginia Wadeová                | 6–4, 6-4            |
| 33.  | 10. duben 1978    | Family Circle Cup, Hilton Head Island, South Carolina, USA (1)                  | antuka (Har-Tru) | Billie Jean King        | Mona Guerrant Greer Stevens                    | 6–3, 7-5            |
| 34.  | 28. srpen 1978    | US Open, New York City ()                                                       | tvrdý            | Billie Jean King        | Kerry Melville Reid Wendy Turnbull             | 7-6, 6-4            |
| 35.  | 6. listopad 1978  | Florida Federal Open, Clearwater, Florida, USA (1)                              | tvrdý            | Anne Smith              | Kerry Melville Reid Wendy Turnbull             | 7-6, 6-3            |
| 36.  | 13. listopad 1978 | Colgate Series Championships, Palm Springs, Kalifornie, USA (1)                 | tvrdý            | Billie Jean King        | Kerry Melville Reid Wendy Turnbull             | 6-3, 6-4            |
| 37.  | 15. leden 1979    | Avon Championships of Houston, USA (3)                                          | koberec          | Janet Newberry          | Pam Shriver Betty Stove                        | 4-6, 6-4, 6-2       |
| 38.  | 26. únor 1979     | Avon Championships of Dallas, USA (4)                                           | koberec          | Anne Smith              | Rosemary Casals Chris Evertová                 | 7-6, 6-2            |
| 39.  | 10. duben 1979    | Family Circle Cup, Hilton Head Island, South Carolina, USA (2)                  | antuka (Har-Tru) | Rosemary Casals         | Françoise Durr Betty Stove                     | 6-4, 7-5            |
| 40.  | 25. červen 1979   | Wimbledon, Londýn (2)                                                           | tráva            | Billie Jean King        | Betty Stove Wendy Turnbull                     | 5-7, 6-3, 6-2       |
| 41.  | 30. červenec 1979 | Wells Fargo Open, San Diego, California, USA                                    | tvrdý            | Rosemary Casals         | Ann Kijomura Betty-Ann Stuart                  | 3-6, 6-4, 6-2       |
| 42.  | 1. říjen 1979     | US Women's Indoor Championships, Minneapolis, USA (2)                           | koberec          | Billie Jean King        | Betty Stove Wendy Turnbull                     | 6-4, 7-6            |
| 43.  | 5. listopad 1979  | Porsche Tennis Grand Prix, Filderstadt, Německo (1)                             | koberec          | Billie Jean King        | Betty Stove Wendy Turnbull                     | 6-3, 6-3            |
| 44.  | 2. leden 1980     | Colgate Series Championships, Landover, Maryland, USA (2)                       | koberec          | Billie Jean King        | Rosemary Casals Chris Evertová                 | 6-4, 6-3            |
| 45.  | 14. leden 1980    | Avon Championships of Kansas City, USA (2)                                      | koberec          | Billie Jean King        | Laura Du Pont Pam Shriver                      | 6-3, 6-1            |
| 46.  | 21. leden 1980    | Avon Championships of Chicago, USA (2)                                          | koberec          | Billie Jean King        | Sylvia Hanika Kathy Jordan                     | 6-3, 6-4            |
| 47.  | 4. únor 1980      | Avon Championships of Los Angeles, USA (1)                                      | koberec          | Rosemary Casals         | Kathy Jordan Anne Smith                        | 7-6, 6-2            |
| 48.  | 3. březen 1980    | Avon Championships of Dallas, USA (5)                                           | koberec          | Billie Jean King        | Rosemary Casals Wendy Turnbull                 | 4-6, 6-3, 6-3       |
| 49.  | 17. březen 1980   | The Avon Championships, New York City (1)                                       | koberec          | Billie Jean King        | Rosemary Casals Wendy Turnbull                 | 6-3, 4-6, 6-3       |
| 50.  | 4. duben 1980     | Bridgestone Women's Doubles Championships, Tokio (3)                            | koberec          | Billie Jean King        | Sue Barker Ann Kijomura                        | 7-5, 6-3            |
| 51.  | 21. červenec 1980 | Central Fidelity Bank International, Richmond, Virginia, USA                    | tvrdý            | Billie Jean King        | Pam Shriver Anne Smith                         | 6-4, 4-6, 6-3       |
| 52.  | 18. srpen 1980    | Volvo Cup, Mahwah, New Jersey, USA (1)                                          | tvrdý            | Candy Reynolds          | Pam Shriver Betty Stove                        | 4-6, 6-3, 6-1       |
| 53.  | 26. srpen 1980    | US Open, New York City (3)                                                      | tvrdý            | Billie Jean King        | Pam Shriver Betty Stove                        | 7-6, 7-5            |
| 54.  | 24. listopad 1980 | Australian Open, Melbourne (1)                                                  | tráva            | Betsy Nagelsen          | Ann Kijomura Candy Reynolds                    | 6-4, 6-4            |
| 55.  | 26. leden 1981    | Avon Championships of Chicago, USA (3)                                          | koberec          | Pam Shriver             | Barbara Potter Sharon Walsh                    | 6-3, 6-4            |
| 56.  | 9. březen 1981    | Avon Championships of Dallas, USA (6)                                           | koberec          | Pam Shriver             | Kathy Jordan Anne Smith                        | 6-2, 6-2            |
| 57.  | 22. březen 1981   | The Avon Championships, New York City (2)                                       | koberec          | Pam Shriver             | Barbara Potter Sharon Walsh                    | 6-0, 7-6            |
| 58.  | 27. duben 1981    | United Airlines Tournament of Champions, Orlando, Florida, USA (1)              | tvrdý            | Pam Shriver             | Rosemary Casals Wendy Turnbull                 | 6-1, 7-6            |
| 59.  | 15. červen 1981   | BMW Championships, Eastbourne, Spojené království (1)                           | tráva            | Pam Shriver             | Kathy Jordan Anne Smith                        | 6-7, 6-2, 6-1       |
| 60.  | 22. červen 1981   | Wimbledon, Londýn (3)                                                           | tráva            | Pam Shriver             | Kathy Jordan Anne Smith                        | 6-3, 7-6            |
| 61.  | 17. srpen 1981    | Player's Canadian Open, Toronto (1)                                             | tvrdý            | Pam Shriver             | Candy Reynolds Anne Smith                      | 7-6, 7-6            |
| 62.  | 17. srpen 1981    | US Women's Indoor Championships, Minneapolis, USA (3)                           | koberec          | Anne Smith              | Rosemary Casals Wendy Turnbull                 | 6-3, 7-5            |
| 63.  | 26. říjen 1981    | Porsche Tennis Grand Prix, Filderstadt, Západní Německo (2)                     | koberec          | Mima Jaušovec           | Barbara Potter Anne Smith                      | 6-4, 6-2            |
| 64.  | 23. listopad 1981 | New South Wales Building Society Open, Sydney (2)                               | tráva            | Pam Shriver             | Kathy Jordan Anne Smith                        | 6-7, 6-2, 6-4       |
| 65.  | 14. prosinec 1981 | Toyota Series Championships, East Rutherford, New Jersey, USA (3)               | koberec          | Pam Shriver             | Rosemary Casals Wendy Turnbull                 | 6-3, 6-4            |
| 66.  | 25. leden 1982    | Avon Championships of Chicago, USA (4)                                          | koberec          | Pam Shriver             | Rosemary Casals Wendy Turnbull                 | 7-5, 6-4            |
| 67.  | 8. březen 1982    | Avon Championships of Dallas, USA (7)                                           | koberec          | Pam Shriver             | Ilana Kloss Billie Jean King                   | 6-4, 6-4            |
| 68.  | 24. březen 1982   | The Avon Championships, New York City (3)                                       | koberec          | Pam Shriver             | Kathy Jordan Anne Smith                        | 6-4, 6-3            |
| 69.  | 5. duben 1982     | Family Circle Cup, Hilton Head Island, South Carolina, USA (3)                  | antuka (Har-Tru) | Pam Shriver             | JoAnne Russell Virginia Ruzici                 | 6–1, 6-2            |
| 70.  | 12. duben 1982    | Bridgestone Women's Doubles Championships, Fort Worth, Texas, USA (4)           | antuka (Har-Tru) | Pam Shriver             | Kathy Jordan Anne Smith                        | 7-5, 6-3            |
| 71.  | 24. květen 1982   | French Open, Paříž (2)                                                          | antuka           | Anne Smith              | Rosemary Casals Wendy Turnbull                 | 6–3, 6–4            |
| 72.  | 14. červen 1982   | BMW Championships, Eastbourne, Spojené království (2)                           | tráva            | Pam Shriver             | Kathy Jordan Anne Smith                        | 6-3, 6-4            |
| 73.  | 21. červen 1982   | Wimbledon, Londýn (4)                                                           | tráva            | Pam Shriver             | Kathy Jordan Anne Smith                        | 7-5, 6-1            |
| 74.  | 15. srpen 1982    | Player's Canadian Open, Montreal (2)                                            | tvrdý            | Candy Reynolds          | Barbara Potter Sharon Walsh                    | 6-4, 6-4            |
| 75.  | 18. říjen 1982    | Porsche Tennis Grand Prix, Filderstadt, Západní Německo (3)                     | koberec          | Pam Shriver             | Candy Reynolds Anne Smith                      | 6-2, 6-0            |
| 76.  | 25. říjen 1982    | Daihacu Challenge, Brighton, Spojené království                                 | koberec          | Pam Shriver             | Barbara Potter Sharon Walsh                    | 2-6, 7-5, 6-4       |
| 77.  | 22. listopad 1982 | New South Wales Building Society Open, Sydney (3)                               | tráva            | Pam Shriver             | Claudia Kohde Eva Pfaff                        | 6-2, 2-6, 7-6       |
| 78.  | 29. listopad 1982 | Australian Open, Melbourne (2)                                                  | tráva            | Pam Shriver             | Claudia Kohde Eva Pfaff                        | 6-4, 6-2            |
| 79.  | 14. prosinec 1982 | Toyota Series Championships, East Rutherford, New Jersey, USA (4)               | koberec          | Pam Shriver             | Candy Reynolds Paula Smith                     | 6-4, 7-5            |
| 80.  | 3. leden 1983     | Virginia Slims of Washington, Washington, D.C. (3)                              | koberec          | Pam Shriver             | Kathy Jordan Anne Smith                        | 4-6, 7-5, 6-3       |
| 81.  | 10. leden 1983    | Virginia Slims of Houston, USA (4)                                              | koberec          | Pam Shriver             | Jo Durie Barbara Potter                        | 6-4, 6-3            |
| 82.  | 14. únor 1983     | Virginia Slims of Chicago, USA (5)                                              | koberec          | Pam Shriver             | Kathy Jordan Anne Smith                        | 6-1, 6-2            |
| 83.  | 7. březen 1983    | Virginia Slims of Dallas, USA (8)                                               | koberec          | Pam Shriver             | Rosemary Casals Wendy Turnbull                 | 6-3, 6-2            |
| 84.  | 23. březen 1983   | Virginia Slims Championships, New York City (4)                                 | koberec          | Pam Shriver             | Claudia Kohde-Kilsch Eva Pfaff                 | 7-5, 6-2            |
| 85.  | 4. duben 1983     | Family Circle Cup, Hilton Head Island, South Carolina, USA (4)                  | antuka (Har-Tru) | Candy Reynolds          | Andrea Jaeger Paula Smith                      | 6-2, 6-3            |
| 86.  | 13. červen 1983   | BMW Championships, Eastbourne, Spojené království (3)                           | tráva            | Pam Shriver             | Jo Durie Anne Hobbs                            | 6-1, 6-0            |
| 87.  | 20. červen 1983   | Wimbledon, Londýn (5)                                                           | tráva            | Pam Shriver             | Rosemary Casals Wendy Turnbull                 | 6-2, 6-2            |
| 88.  | 8. srpen 1983     | Virginia Slims of Los Angeles (2)                                               | tvrdý            | Pam Shriver             | Betsy Nagelsen Virginia Ruzici                 | 6-1, 6-0            |
| 89.  | 30. srpen 1983    | US Open, New York City (4)                                                      | tvrdý            | Pam Shriver             | Rosalyn Fairbank Candy Reynolds                | 6-7, 6-1, 6-3       |
| 90.  | 10. říjen 1983    | Florida Federal Open, Tampa, Florida, USA (2)                                   | tvrdý            | Pam Shriver             | Bonnie Gadusek Wendy White                     | 6-0, 6-1            |
| 91.  | 24. říjen 1983    | Porsche Tennis Grand Prix, Filderstadt, Západní Německo (4)                     | koberec          | Candy Reynolds          | Virginia Ruzici Catherine Tanvier              | 6-2, 6-1            |
| 92.  | 29. listopad 1983 | Australian Open, Melbourne (3)                                                  | tráva            | Pam Shriver             | Anne Hobbs Wendy Turnbull                      | 6-4, 6-7, 6-2       |
| 93.  | 9. leden 1984     | Virginia Slims of California, Oakland, USA (1)                                  | koberec          | Pam Shriver             | Rosemary Casals Alycia Moulton                 | 6-2, 6-3            |
| 94.  | 20. únor 1984     | Computerland US Women's Indoor Championships, East Hanover, New Jersey, USA (4) | koberec          | Pam Shriver             | Jo Durie Ann Kijomura                          | 6-4, 6-3            |
| 95.  | 28. únor 1984     | Virginia Slims Championships, New York City (5)                                 | koberec          | Pam Shriver             | Jo Durie Ann Kijomura                          | 6-3, 6-1            |
| 96.  | 28. květen 1984   | French Open, Paříž (3)                                                          | antuka           | Pam Shriver             | Rosemary Casals Wendy Turnbull                 | 6–3, 6–4            |
| 97.  | 18. červen 1984   | Carlsberg Championships, Eastbourne, VB (4)                                     | tráva            | Pam Shriver             | Jo Durie Ann Kijomura Hajaši                   | 6-4, 6-2            |
| 98.  | 25. červen 1984   | Wimbledon, Londýn (6)                                                           | tráva            | Pam Shriver             | Kathy Jordan Anne Smith                        | 6-4, 6-3            |
| 99.  | 13. srpen 1984    | United Jersey Bank Open, Mahwah, New Jersey, USA (2)                            | tvrdý            | Pam Shriver             | Jo Durie Ann Kijomura Hajaši                   | 7-5, 3-6, 6-2       |
| 100. | 28. srpen 1984    | US Open, New York City (5)                                                      | tvrdý            | Pam Shriver             | Anne Hobbs Wendy Turnbull                      | 6-2, 6-4            |
| 101. | 17. září 1984     | Lynda Carter/Maybelline Tennis Classic, Fort Lauderdale, Florida, USA           | tvrdý            | Elizabeth Sayers Smylie | Barbara Potter Sharon Walsh                    | 2-6, 6-2, 6-3       |
| 102. | 24. září 1984     | Virginia Slims of New Orleans, USA                                              | koberec          | Pam Shriver             | Wendy Turnbull Sharon Walsh                    | 6-4, 6-1            |
| 103. | 12. listopad 1984 | National Panasonic Open, Brisbane, Austrálie (1)                                | tráva            | Pam Shriver             | Bettina Bunge Eva Pfaff                        | 6-3, 6-2            |
| 104. | 26. listopad 1984 | Australian Open, Melbourne (4)                                                  | tráva            | Pam Shriver             | Claudia Kohde-Kilsch Helena Suková             | 6-3, 6-4            |
| 105. | 7, leden 1985     | Virginia Slims of Washington, Washington, D.C. (4)                              | koberec          | Gigi Fernández          | Claudia Kohde-Kilsch Helena Suková             | 6-3, 3-6, 6-3       |
| 106. | 5. únor 1985      | Lipton International Players Championships, Delray Beach, Florida, USA (1)      | tvrdý            | Gigi Fernández          | Barbara Jordan Hana Mandlíková                 | 7-6(4), 6-2         |
| 107. | 4. březen 1985    | US Indoor Championships, Princeton, New Jersey, USA (5)                         | koberec          | Pam Shriver             | Marcella Mesker Elizabeth Smylie               | 7-5, 6-2            |
| 108. | 18. březen 1985   | Virginia Slims Championships, New York City (6)                                 | koberec          | Pam Shriver             | Claudia Kohde-Kilsch Helena Suková             | 6-7(4), 6-4, 7-6(5) |
| 109. | 22. duben 1985    | Chrysler Tournament of Champions, Orlando, Florida, USA (2)                     | antuka (Har-Tru) | Pam Shriver             | Elise Burgin Kathleen Horvath                  | 6-3, 6-1            |
| 110. | 29. duben 1985    | Virginia Slims of Houston, USA (5)                                              | antuka (Har-Tru) | Elise Burgin            | Manuela Maleeva Helena Suková                  | 6-1, 3-6, 6-3       |
| 111. | 27. květen 1985   | French Open, Paříž (4)                                                          | antuka           | Pam Shriver             | Claudia Kohde-Kilsch Helena Suková             | 4-6, 6-2, 6-2       |
| 112. | 17. červen 1985   | Pilkington Glass Championships, Eastbourne, VB (5)                              | tráva            | Pam Shriver             | Kathy Jordan Elizabeth Smylie                  | 7-5, 6-4            |
| 113. | 5. srpen 1985     | Player's Canadian Open, Toronto (3)                                             | tvrdý            | Gigi Fernández          | Marcella Mesker Pascale Paradis                | 6-4, 6-0            |
| 114. | 11. listopad 1985 | National Panasonic Open, Brisbane, Austrálie (2)                                | tráva            | Pam Shriver             | Claudia Kohde-Kilsch Helena Suková             | 6-4, 6-7(6), 6-1    |
| 115. | 25. listopad 1985 | Australian Open, Melbourne (5)                                                  | tráva            | Pam Shriver             | Claudia Kohde-Kilsch Helena Suková             | 6-3, 6-4            |
| 116. | 6. leden 1986     | Virginia Slims of Washington, Washington, D.C. (5)                              | koberec          | Pam Shriver             | Claudia Kohde-Kilsch Helena Suková             | 7-5, 6-3            |
| 117. | 7. leden 1986     | Virginia Slims of New England, Worcester, Massachusetts, USA (1)                | koberec          | Pam Shriver             | Claudia Kohde-Kilsch Helena Suková             | 6-3, 6-4            |
| 118. | 31. březen 1986   | Chrysler-Plymouth Tournament of Champions, Marco Island, Florida, USA (3)       | antuka (Har-Tru) | Andrea Temesvári        | Elisa Burgin Kathy Jordan                      | 7-5, 6-2            |
| 119. | 26. květen 1986   | French Open, Paříž (5)                                                          | Clay             | Andrea Temesvári        | Steffi Graf Gabriela Sabatini                  | 6-1, 6-2            |
| 120. | 16. červen 1986   | Pilkington Glass Championships, Eastbourne, VB (6)                              | tráva            | Pam Shriver             | Claudia Kohde-Kilsch Helena Suková             | 6-2, 6-4            |
| 121. | 23. červen 1986   | Wimbledon, Londýn (7)                                                           | tráva            | Pam Shriver             | Hana Mandlíková Wendy Turnbull                 | 6-1, 6-3            |
| 122. | 11. srpen 1986    | Virginia Slims of Los Angeles (3)                                               | tvrdý            | Pam Shriver             | Claudia Kohde-Kilsch Helena Suková             | 6-4, 6-3            |
| 123. | 26. srpen 1986    | US Open, New York City (6)                                                      | tvrdý            | Pam Shriver             | Hana Mandlíková Wendy Turnbull                 | 6-4, 3-6, 6-3       |
| 124. | 13. říjen 1986    | Porsche Tennis Grand Prix, Filderstadt, Západní Německo (5)                     | koberec          | Pam Shriver             | Zina Garrison Gabriela Sabatini                | 7-6(5), 6-4         |
| 125. | 3. listopad 1986  | Virginia Slims of New England, Worcester, Massachusetts, USA (2)                | koberec          | Pam Shriver             | Claudia Kohde-Kilsch Helena Suková             | 7-5, 6-3            |
| 126. | 17. listopad 1986 | Virginia Slims Championships, New York City (7)                                 | koberec          | Pam Shriver             | Claudia Kohde-Kilsch Helena Suková             | 7-6(1), 6-3         |
| 127. | 12. leden 1987    | Australian Open, Melbourne (6)                                                  | tráva            | Pam Shriver             | Zina Garrison Lori McNeil                      | 6-1, 6-0            |
| 128. | 23. únor 1987     | Lipton International Players Championships, Key Biscayne, Florida, USA (2)      | tvrdý            | Pam Shriver             | Claudia Kohde-Kilsch Helena Suková             | 6-3, 7-6(6)         |
| 129. | 20. duben 1987    | Virginia Slims of Houston, USA (6)                                              | antuka (Har-Tru) | Kathy Jordan            | Zina Garrison Lori McNeil                      | 6-2, 6-4            |
| 130. | 4. květen 1987    | Italian Open, Řím (2)                                                           | antuka           | Gabriela Sabatini       | Claudia Kohde-Kilsch Helena Suková             | 6-4, 6-1            |
| 131. | 25. květen 1987   | French Open, Paříž (6)                                                          | antuka           | Pam Shriver             | Steffi Graf Gabriela Sabatini                  | 6-2, 6-1            |
| 132. | 10. srpen 1987    | Virginia Slims of Los Angeles (4)                                               | tvrdý            | Pam Shriver             | Zina Garrison Lori McNeil                      | 6-3, 6-4            |
| 133. | 1. září 1987      | US Open, New York City (7)                                                      | tvrdý            | Pam Shriver             | Kathy Jordan Elizabeth Smylie                  | 5-7, 6-4, 6-2       |
| 134. | 12. říjen 1987    | Porsche Tennis Grand Prix, Filderstadt, Západní Německo (6)                     | koberec          | Pam Shriver             | Zina Garrison Lori McNeil                      | 6-1, 6-2            |
| 135. | 16. listopad 1987 | Virginia Slims Championships, New York City (8)                                 | koberec          | Pam Shriver             | Claudia Kohde-Kilsch Helena Suková             | 6-1, 6-1            |
| 136. | 11. leden 1988    | Australian Open, Melbourne (7)                                                  | tvrdý            | Pam Shriver             | Chris Evertová Wendy Turnbull                  | 6-0, 7-5            |
| 137. | 15. únor 1988     | Virginia Slims of California, Oakland, USA (2)                                  | koberec          | Rosemary Casals         | Hana Mandlíková Jana Novotná                   | 6-4, 6-4            |
| 138. | 22. únor 1988     | Virginia Slims of Washington, Washington, D.C. (6)                              | koberec          | Pam Shriver             | Gabriela Sabatini Helena Suková                | 6-3, 6-4            |
| 139. | 4. únor 1988      | Family Circle Cup, Hilton Head Island, South Carolina, USA (5)                  | antuka (Har-Tru) | Lori McNeil             | Claudia Kohde-Kilsch Gabriela Sabatini         | 6-2, 2-6, 6-3       |
| 140. | 23. květen 1988   | French Open, Paříž (7)                                                          | antuka           | Pam Shriver             | Claudia Kohde-Kilsch Helena Suková             | 6-2, 7-5            |
| 141. | 10. říjen 1988    | Porsche Tennis Grand Prix, Filderstadt, Západní Německo (7)                     | koberec          | Iwona Kuczynska         | Raffaela Reggi Elna Reinach                    | 6-1, 6-1            |
| 142. | 31. říjen 1988    | Virginia Slims of New England, Worcester, Massachusetts, USA (3)                | koberec          | Pam Shriver             | Gabriela Sabatini Helena Suková                | 6-3, 3-6, 7-5       |
| 143. | 14. listopad 1988 | Virginia Slims Championships, New York City (9)                                 | tvrdý            | Pam Shriver             | Larisa Savchenko Neiland Natasha Zvereva       | 6-3, 6-4            |
| 144. | 9. leden 1989     | New South Wales Open, Sydney (4)                                                | tvrdý            | Pam Shriver             | Elizabeth Smylie Wendy Turnbull                | 6-3, 6-3            |
| 145. | 16. leden 1989    | Australian Open, Melbourne (8)                                                  | tvrdý            | Pam Shriver             | Patty Fendick Jill Hetherington                | 3-6, 6-3, 6-2       |
| 146. | 3. duben 1989     | Family Circle Cup, Hilton Head Island, South Carolina, USA (6)                  | antuka (Har-Tru) | Hana Mandlíková         | Mary-Lou Daniels Wendy White                   | 6-4, 6-1            |
| 147. | 7. srpen 1989     | Virginia Slims of Los Angeles (5)                                               | tvrdý            | Wendy Turnbull          | Mary-Joe Fernandez Claudia Kohde-Kilsch        | 5-2 retired         |
| 148. | 28. srpen 1989    | US Open, New York City (8)                                                      | tvrdý            | Hana Mandlíková         | Mary-Joe Fernandez Pam Shriver                 | 5-7, 6-4, 6-4       |
| 149. | 30. říjen 1989    | Virginia Slims of New England, Worcester, Massachusetts, USA (4)                | koberec          | Pam Shriver             | Elise Burgin Rosalyn Fairbank                  | 6-4, 4-6, 6-4       |
| 150. | 13. listopad 1989 | Virginia Slims Championships, New York City (10)                                | koberec          | Pam Shriver             | Larisa Savčenková Nataša Zverevová             | 6-3, 6-2            |
| 151. | 12. únor 1990     | Virginia Slims of Chicago (6)                                                   | koberec          | Anne Smith              | Arantxa Sánchez Vicario Natalie Tauziat        | 6-7(9), 6-4, 6-3    |
| 152. | 19. únor 1990     | Virginia Slims of Washington, Washington, D.C. (7)                              | koberec          | Zina Garrison           | Ann Henricksson Dinky Van Rensburg             | 6-0, 6-3            |
| 153. | 2. duben 1990     | Family Circle Cup, Hilton Head Island, South Carolina, USA (7)                  | antuka (Har-Tru) | Arantxa Sánchez Vicario | Mercedes Paz Nataša Zverevová                  | 6-2, 6-1            |
| 154. | 30. duben 1990    | Citizen Cup, Hamburg, Západní Německo                                           | antuka           | Gigi Fernández          | Larisa Savčenková Helena Suková                | 6-2, 6-3            |
| 155. | 27. srpen 1990    | US Open, New York City (9)                                                      | tvrdý            | Gigi Fernández          | Jana Novotná Helena Suková                     | 6-2, 6-4            |
| 156. | 22. duebn 1991    | Peugeot Cup/International Championships of Spain, Barcelona                     | antuka           | Arantxa Sánchez Vicario | Nathalie Tauziat Judith Wiesner                | 6-1, 6-3            |
| 157. | 14. říjen 1991    | Porsche Tennis Grand Prix, Filderstadt, Německo (8)                             | koberec          | Jana Novotná            | Pam Shriver Nataša Zverevová                   | 6-2, 5-7, 6-4       |
| 158. | 18. listopad 1991 | Virginia Slims Championships, New York City (11)                                | koberec          | Pam Shriver             | Gigi Fernández Jana Novotná                    | 4-6, 7-5, 6-4       |
| 159. | 10. únor 1992     | Virginia Slims of Chicago, USA (7)                                              | koberec          | Pam Shriver             | Katrina Adams Zina Garrison                    | 6-4, 7-6(7)         |
| 160. | 23. březen 1992   | Acura US Women's Hardcourt Championships, San Antonio, Texas, USA               | tvrdý            | Pam Shriver             | Patty Fendick Andrea Strnadova                 | 3-6, 6-2, 7-6(4)    |
| 161. | 1. únor 1993      | Toray Pan Pacific Open, Jokohama, Japonsko                                      | koberec          | Helena Suková           | Lori McNeil Rennae Stubbs                      | 6-4, 6-3            |
| 162. | 7. červen 1993    | DFS Classic, Birmingham, VB                                                     | tráva            | Lori McNeil             | Pam Shriver Elizabeth Smylie                   | 6-3, 6-4            |
| 163. | 4. říjen 1993     | Barilla European Indoors, Curych, Švýcarsko (1)                                 | koberec          | Zina Garrison           | Gigi Fernández Nataša Zverevová                | 6-3, 5-7, 6-3       |
| 164. | 21. březen 1994   | Virginia Slims of Houston, Texas, USA (7)                                       | antuka (Har-Tru) | Manon Bollegraf         | Katrina Adams Zina Garrison                    | 6-4, 6-2            |
| 165. | 3. říjen 1994     | European Women's Indoor Championships, Curych (2)                               | koberec          | Manon Bollegraf         | Patty Fendick Meredith McGrath                 | 7-6(3), 6-1         |
| 166. | 20. listopad 2002 | Open de Espana Villa de Madrid 2002, Madrid                                     | antuka           | Nataša Zverevová        | Rossana de los Ríos Arantxa Sánchez Vicario    | 6-2, 6-3            |
| 167. | 5. leden 2003     | Uncle Toby's Womens Hardcourts, Gold Coast, Queensland, Austrálie               | tvrdý            | Světlana Kuzněcovová    | Nathalie Dechy Émilie Loit                     | 6-4, 6-4            |
| 168. | 17. únor 2003     | Dubai Duty Free Women's Open, Spojené arabské emiráty                           | tvrdý            | Světlana Kuzněcovová    | Cara Black Jelena Lichovcevová                 | 6-3, 7-6(7)         |
| 169. | 31. březen 2003   | Sarasota Clay Court Classic, USA                                                | antuka (Har-Tru) | Liezel Huber            | Šinobu Asagoe Nana Mijagi                      | 7-6(8), 6-3         |
| 170. | 12. květen 2003   | Italian Open, Řím (3)                                                           | antuka           | Světlana Kuzněcovová    | Jelena Dokić Naďa Petrovová                    | 6-4, 5-7, 6-2       |
| 171. | 11. srpen 2003    | Rogers AT&T Cup, Toronto (3)                                                    | tvrdý            | Světlana Kuzněcovová    | Maria-Alejandra Vento-Kabchi Angelique Widjaja | 3-6, 6-1, 6-1       |
| 172. | 22. září 2003     | Sparkassen Cup Internationaler Damen Tennis Grand Prix, Lipsko, Německo         | koberec          | Světlana Kuzněcovová    | Jelena Lichovcevová Naďa Petrovová             | 3-6, 6-1, 6-3       |
| 173. | 27. říjen 2003    | Advanta Championships, Philadelphia, USA                                        | tvrdý (h)        | Světlana Kuzněcovová    | Cara Black Rennae Stubbs                       | 6-3, 6-4            |
| 174. | 17. květen 2004   | Wien Energie Grand Prix, Vídeň, Rakousko                                        | antuka           | Lisa Raymond            | Cara Black Rennae Stubbs                       | 6-2, 7-5            |
| 175. | 15. srpen 2005    | Rogers Cup, Toronto (4)                                                         | tvrdý            | Anna-Lena Grönefeld     | Conchita Martínezová Virginia Ruano Pascual    | 5-7, 6-3, 6-4       |
| 176. | 17. květen 2006   | Internationaux de Strasbourg, Francie                                           | antuka           | Liezel Huber            | Martina Müllerová Andreea Vanc                 | 6-2, 7-6(1)         |
| 177. | 14. srpen 2006    | Rogers Cup, Montreal (5)                                                        | tvrdý            | Naděžda Petrovová       | Cara Black Anna-Lena Grönefeld                 | 6-1, 6-2            |

### Finalistka – ženská čtyřhra (46)
| Č.  | Datum             | Turnaj                                                                | Povrch           | Spoluhráčka             | Finalistka                                | Výsledek         |
| 1.  | 4. červen 1973    | Italian Open, Řím                                                     | antuka           | Renata Tomanová         | Olga Morozova Virginia Wadeová            | 3-6, 6-2, 7-5    |
| 2.  | 2. únor 1975      | Virginia Slims of Ohio, Akron, USA                                    | koberec          | Chris Evertová          | Françoise Durr Betty Stove                | 7-5, 7-6(4)      |
| 3.  | 2. březen 1975    | Virginia Slims of Boston, USA                                         | koberec          | Chris Evertová          | Rosemary Casals Billie Jean King          | 6-3, 6-4         |
| 4.  | 25. leden 1976    | Virginia Slims of Chicago, USA                                        | koberec          | Chris Evertová          | Olga Morozova Virginia Wadeová            | 6-7(4), 6-4, 6-4 |
| 5.  | 14. únor 1977     | Virginia Slims of Los Angeles, USA                                    | koberec          | Betty Stove             | Rosemary Casals Chris Evertová            | 6-2, 6-4         |
| 6.  | 14. květen 1977   | Virginia Slims of Philadelphia, USA                                   | koberec          | Betty Stove             | Françoise Durr Virginia Wadeová           | 6-4, 4-6, 6-4    |
| 7.  | 20. červen 1977   | Wimbledon, Londýn                                                     | tráva            | Betty Stove             | Helen Gourlay Cawley JoAnne Russell       | 6-3, 6-3         |
| 8.  | 17. říjen 1977    | Sao Paulo International, Brazílie                                     | tvrdý            | Betty Stove             | Kerry Melville Reid Wendy Turnbull        | 6-3, 5-7, 6-2    |
| 9.  | 19. červen 1978   | Eastbourne Championships, Eastbourne, VB                              | koberec          | Billie Jean King        | Chris Evertová Betty Stove                | 6-4, 6-7, 7-5    |
| 10. | 25. září 1978     | Wyler's Women's Tennis Classic, Atlanta, Georgie, USA                 | koberec          | Anne Smith              | Françoise Durr Virginia Wadeová           | 4-6, 6-2, 6-4    |
| 11. | 2. říjen 1978     | Arizona Thunderbirds Championships, Phoenix, Arizona, USA             | tvrdý            | Anne Smith              | Tracy Austin Betty Stove                  | 6-4, 6-7, 6-2    |
| 12. | 12. únor 1979     | Avon Championships of Los Angeles                                     | koberec          | Anne Smith              | Rosemary Casals Chris Evertová            | 6-4, 1-6, 6-3    |
| 13. | 13. srpen 1979    | Central Fidelity Bank International, Richmond, Virginie, USA          | tvrdý            | Billie Jean King        | Betty Stove Wendy Turnbull                | 6-1, 6-4         |
| 14. | 28. srpen 1979    | US Open, New York City                                                | tvrdý            | Billie Jean King        | Betty Stove Wendy Turnbull                | 6-4, 6-3         |
| 15. | 13. říjen 1980    | Lynda Carter/Maybelline Tennis Classic, Deerfield Beach, Florida, USA | tvrdý            | Candy Reynolds          | Andrea Jaeger Regina Maršíková            | 1-6, 6-1, 6-2    |
| 16. | 20. říjen 1980    | Daihacu Challenge, Brighton, VB                                       | koberec          | Betty Stove             | Kathy Jordan Anne Smith                   | 6-3, 7-5         |
| 17. | 19. leden 1981    | Avon Championships of Cincinnati, USA                                 | koberec          | Pam Shriver             | Kathy Jordan Anne Smith                   | 1-6, 6-3, 6-3    |
| 18. | 9. únor 1981      | Avon Championships of California, Oakland, USA                        | koberec          | Virginia Wadeová        | Rosemary Casals Wendy Turnbull            | 6-1, 6-4         |
| 19. | 5. říjen 1981     | Florida Federal Open, Tampa, USA                                      | tvrdý            | Renata Tomanová         | Rosemary Casals Wendy Turnbull            | 6-3, 6-4         |
| 20. | 30. listopad 1981 | Australian Open, Melbourne                                            | tráva            | Pam Shriver             | Kathy Jordan Anne Smith                   | 6-2, 7-5         |
| 21. | 4. leden 1982     | Avon Championships of Washington, Washington, D.C.                    | koberec          | Pam Shriver             | Kathy Jordan Anne Smith                   | 6-2, 3-6, 6-1    |
| 22. | 18. duben 1983    | United Airlines Tournament of Champions, Orlando, Florida, USA        | antuka (Har-Tru) | Pam Shriver             | Kathy Jordan Anne Smith                   | 6-3, 1-6, 7-6(9) |
| 23. | 24. červen 1985   | Wimbledon, Londýn                                                     | tráva            | Pam Shriver             | Kathy Jordan Elizabeth Smylie             | 5-7, 6-3, 6-4    |
| 24. | 27. srpen 1985    | US Open, New York City                                                | tvrdý            | Pam Shriver             | Claudia Kohde-Kilsch Helena Suková        | 6-7(5), 6-2, 6-3 |
| 25. | 12. květen 1986   | German Open, Berlín                                                   | antuka           | Andrea Temesvári        | Steffi Graf Helena Suková                 | 7-5, 6-2         |
| 26. | 18. duebn 1988    | Virginia Slims of Houston, USA                                        | antuka (Har-Tru) | Lori McNeil             | Katrina Adams Zina Garrison               | 6-7, 6-2, 6-4    |
| 27. | 10. duben 1989    | Bausch and Lomb Championships, Amelia Island, Florida, USA            | antuka (Har-Tru) | Pam Shriver             | Larisa Savchenko Neiland Natasha Zvereva  | 7-6(5), 2-6, 6-1 |
| 28. | 21. srpen 1989    | Players Ltd Challenge Canadian Open, Toronto                          | tvrdý            | Larisa Savčenková       | Gigi Fernández Robin White                | 6-1, 7-5         |
| 29. | 26. únor 1990     | Virginia Slims of Indian Wells, Kalifornie, USA                       | tvrdý            | Gigi Fernández          | Jana Novotná Helena Suková                | 6-2, 7-6         |
| 30. | 25. září 1990     | Nicherei International Ladies Championships, Tokio                    | koberec          | Gigi Fernández          | Mary Joe Fernandez Robin White            | 4-6, 6-3, 7-6    |
| 31. | 11. únor 1991     | Virginia Slims of Chicago                                             | koberec          | Pam Shriver             | Gigi Fernández Jana Novotná               | 6-2, 6-4         |
| 32. | 4. listopad 1991  | Virginia Slims of California, Oakland, USA                            | koberec          | Pam Shriver             | Patty Fendick Gigi Fernández              | 6-4, 7-5         |
| 33. | 28. leden 1992    | Toray Pan Pacific Open, Tokio                                         | koberec          | Pam Shriver             | Arantxa Sánchez Vicario Helena Suková     | 7-5, 6-1         |
| 34. | 5. říjen 1992     | BMW European Women's Indoor Championships, Curych, Švýcarsko          | koberec          | Pam Shriver             | Helena Suková Nataša Zverevová            | 7-6, 6-4         |
| 35. | 11. říjen 1993    | Porsche Tennis Grand Prix, Filderstadt, Německo                       | koberec          | Patty Fendick           | Gigi Fernández Nataša Zverevová           | 7-6, 6-4         |
| 36. | 31. leden 1994    | Toray Pan Pacific Open, Tokio                                         | koberec          | Manon Bollegraf         | Pam Shriver Elizabeth Smylie              | 6-3, 3-6, 7-6    |
| 37. | 7. únor 1994      | Virginia Slims of Chicago, USA                                        | koberec          | Manon Bollegraf         | Gigi Fernández Nataša Zverevová           | 6-3, 3-6, 6-4    |
| 38. | 31. říjen 1994    | Bank of The West Classic, Oakland, USA                                | koberec          | Gigi Fernández          | Lindsay Davenport Arantxa Sánchez Vicario | 7-5, 6-4         |
| 39. | 9. duben 2001     | Bausch and Lomb Championships, Amelia Island, Florida, USA            | antuka (Har-Tru) | Arantxa Sánchez Vicario | Conchita Martínezová Patricia Tarabini    | 6-4, 6-2         |
| 40. | 9. duben 2003     | DFS Classic, Birmingham, Spojené království                           | tráva            | Alicia Molik            | Els Callens Meilen Tu                     | 7-5, 6-4         |
| 41. | 25. srpen 2003    | US Open, New York City                                                | tvrdý            | Světlana Kuzněcovová    | Virginia Ruano Pascual Paula Suarez       | 6-2, 6-3         |
| 42. | 6. říjen 2003     | Porsche Tennis Grand Prix, Filderstadt, Německo                       | koberec          | Cara Blacková           | Lisa Raymond Rennae Stubbs                | 6-2, 6-4         |
| 43. | 12. duben 2004    | Family Circle Cup, Charleston, South Carolina, USA                    | antuka (Har-Tru) | Lisa Raymondová         | Virginia Ruano Pascual Paula Suarez       | 6-4, 6-1         |
| 44. | 23. srpen 2004    | Pilot Pen Tennis, New Haven, Connecticut, USA                         | tvrdý            | Lisa Raymond            | Naďa Petrovová Meghann Shaughnessy        | 6-1, 1-6, 7-6(4) |
| 45. | 22. březen 2006   | NASDAQ-100 Open, Key Biscayne, Florida, USA                           | tvrdý            | Liezel Huber            | Lisa Raymond Samantha Stosur              | 6-4, 7-5         |
| 46. | 16. červen 2006   | Hastings Direct Ladies International Championships, Eastbourne, VB    | tráva            | Liezel Huber            | Světlana Kuzněcovová Amélie Mauresmová    | 6-2, 6-4         |

### Vítězství – smíšená čtyřhra (15)
| Legenda (mix)   |
| --------------- |
| Grand Slam (10) |

| Tituly dle povrchu |
| Tvrdý (8)          |
| Antuka (3)         |
| Tráva (4)          |

| Č.  | Datum            | Turnaj                                                                 | Povrch | Spoluhráč       | Protihráči                              | Výsledek             |
| 1.  | 3. červen 1974   | French Open, Paříž                                                     | antuka | Ivan Molina     | Rosalia Reyes Darmon Marcelo Lara       | 6–3, 6–3             |
| 2.  | 15. říjen 1976   | World Invitational Tennis Classic, Hilton Head, Jižní Karolína, USA    | antuka | Ilie Năstase    | Björn Borg Sue Barker                   | 6–3, 6–3             |
| 3.  | 9. listopad 1982 | World Mixed Doubles Championships, Houston, Texas, USA                 | tvrdý  | Peter McNamara  | Sherwood Stewart JoAnne Russell         | 6–4, 6–3, 7–6        |
| 4.  | 10. září 1984    | Belgian American Mixed Doubles Classic, Irving, Texas, USA             | tvrdý  | Paul McNamee    | Heinz Günthardt Andrea Temesvári        | 6–3, 6–2             |
| 5.  | 4. únor 1985     | Lipton International Players Championships, Delray Beach, Florida, USA | tvrdý  | Heinz Günthardt | Mike Bauer Catherine Tanvier            | 6–2, 6–2             |
| 6.  | 27. květen 1985  | French Open, Paříž                                                     | antuka | Heinz Günthardt | Paula Smith Francisco González          | 2–6, 6–3, 6–2        |
| 7.  | 24. červen 1985  | Wimbledon, Londýn                                                      | tráva  | Paul McNamee    | Elizabeth Sayers Smylie John Fitzgerald | 7–5, 4–6, 6–2        |
| 8.  | 26. srpen 1985   | US Open, New York                                                      | tvrdý  | Heinz Günthardt | Elizabeth Sayers Smylie John Fitzgerald | 6–3, 6–4             |
| 9.  | 26. srpen 1987   | US Open, New York City                                                 | tvrdý  | Emilio Sánchez  | Paul Annacone Betsy Nagelsen            | 6–4, 6–7(6), 7–6(12) |
| 10. | 21. červen 1993  | Wimbledon, Londýn                                                      | tráva  | Mark Woodforde  | Tom Nijssen Manon Bollegraf             | 6–3, 6–4             |
| 11. | 26. červen 1995  | Wimbledon, Londýn                                                      | tráva  | Jonathan Stark  | Gigi Fernández Cyril Suk                | 6–4, 6–4             |
| 12. | 13. leden 2003   | Australian Open, Melbourne                                             | tvrdý  | Leander Paes    | Eleni Daniilidou Todd Woodbridge        | 6–4, 7–5             |
| 13. | 23. červen 2003  | Wimbledon, Londýn                                                      | tráva  | Leander Paes    | Anastassia Rodionovová Andy Ram         | 6–3, 6–3             |
| 14. | 8. leden 2004    | Watsons Water Champions Challenge, Hongkong                            | tvrdý  | Roger Federer   | Max Mirnyj Venus Williamsová            | 6–4, 6-2             |
| 15. | 28. srpen 2006   | US Open, New York City                                                 | tvrdý  | Bob Bryan       | Květa Peschkeová Martin Damm            | 6–2, 6–3             |

### Finalistka – smíšená čtyřhra (7)
| Č. | Datum           | Turnaj                                       | Povrch | Spoluhráč       | Vítězové                           | Výsledek        |
| 1. | 5. srpen 1974   | Mistrovství Evropy v tenise, Wrocław, Polsko | antuka | Jan Bedáň       | Olga Morozovová Alex Metreveli     | 12–10, 6–8, 6–1 |
| 2. | 23. červen 1986 | Wimbledon, Londýn                            | tráva  | Heinz Günthardt | Kathy Jordan Ken Flach             | 6–3, 7–6(7)     |
| 3. | 25. srpen 1986  | US Open, New York                            | tvrdý  | Peter Fleming   | Raffaella Reggi Sergio Casal       | 6–4, 6–4        |
| 4. | 11. leden 1988  | Australian Open, Melbourne                   | tvrdý  | Tim Gullikson   | Jana Novotná Jim Pugh              | 5–7, 6–2, 6–4   |
| 5. | 30. srpen 1993  | US Open, New York City                       | tvrdý  | Mark Woodforde  | Helena Suková Todd Woodbridge      | 6–3, 7–6(6)     |
| 6. | 19. leden 2004  | Australian Open, Melbourne                   | tvrdý  | Leander Paes    | Jelena Bovinová Nenad Zimonjić     | 6–1, 7–6(3)     |
| 7. | 23. květen 2005 | French Open, Paříž                           | antuka | Leander Paes    | Daniela Hantuchová Fabrice Santoro | 3–6, 6–3, 6–2   |

## Statistika vzájemných zápasů s hráčkami TOP 10
Stav k 10. únoru 2009.

Níže jsou tenistky, které byly alespoň jednou klasifikovány v první desítce žebříčku WTA. Tučným písmem jsou zvýrazněny hráčky na 1. místě žebříčku, první číslo je počet výher, druhé počet proher Martiny Navrátilové vůči konkrétní tenistce:

| - Chris Evertová 43–37 - Pam Shriverová 40–3 - Zina Garrisonová 33–1 - Wendy Turnbullová 29–5 - Hana Mandlíková 29–7 - Helena Suková 26–6 - Claudia Kohdeová-Kilschová 22–2 - Mima Jausovec 21–1 - Tracy Austinová 20–13 - Dianne Fromholtzová Balestratová 19–4 - Barbara Potterová 18–0 - Virginia Wadeová 18–6 - Betty Stöve 16–3 - Gabriela Sabatini 15–6 - Evonne Goolagong 15–12 - Jo Durieová 13–0 - Greer Stevensová 13–0 - Virginia Ruziciová 13–0 - Kathy Jordanová 13–1 - Lori McNeilová 12–0 - Arantxa Sánchezová Vicariová 12–3 - Manuela Malejevová 11–3 - Andrea Jaegerová 11–4 - Nathalie Tauziatová 9–1 - Kerry Melvilleová Reidová 9–1 - Rosemary Casalsová 9–4 - Billie Jean Kingová 9–5 - Steffi Grafová 9–9 | - Mary Joe Férnandezová 8–0 - Nataša Zverevová 8–5 - Katerina Malejevová 7–1 - Monika Selešová 7–10 - Francoise Durrová 6–1 - Jana Novotná 6–1 - Andrea Temesvariová 5–0 - Margaret Courtová 5–2 - Amanda Coetzerová 4–0 - Brenda Schultzová-McCarthyová 4–0 - Julie Halardová-Decugisová 4–0 - Olga Morozovová 4–1 - Magdalena Malejevová 4–2 - Nancy Richeyová 4–2 - Julie Heldmanová 3–2 - Chanda Rubinová 1–0 - Iva Majoliová 1–0 - Christine Trumanová Janesová 1–0 - Maria Buenová 1–0 - Ai Sugijama 1–0 - Chanda Rubinová 1–0 - Irina Spîrleaová 1–0 - Lindsay Davenportová 1–0 - Jennifer Capriatiová 1–1 - Mary Pierceová 1–1 - Anke Huberová 1–2 - Conchita Martínezová 1–4 - Daniela Hantuchová 0–1 |